# Великолукский район
Великолу́кский райо́н — административно-территориальная единица (район) и муниципальное образование (муниципальный район) на юго-востоке Псковской области России.
Административный центр — в городе Великие Луки, причём город Великие Луки входит в самостоятельное муниципальное образование в составе Псковской области — городской округ Великие Луки.

## Физико-географическая характеристика
Площадь — 2960 км² (5,4 % территории Псковской области), в том числе: земель сельскохозяйственного назначения — 169 758 га (57 %), из них пашни — 28 364 га (17 %). Район находится на юго-востоке области. Граничит на востоке с Куньинским районом, на юге — с Усвятским, на юге-западе — с Невельским, на западе — с Новосокольническим районами Псковской области; на севере с Локнянским и северо-востоке — с Тверской областью.

### Климат
Климат района умеренно континентальный, влажный, смягчённый сравнительной близостью Атлантического океана. Средняя температура июля +17,4 °C, января −7,6 °C, среднегодовая температура +4,8 °C. Средняя продолжительность безморозного периода — 141 день. Абсолютный максимум температур в городе Великие Луки +35 °C, абсолютный минимум −46 °C. Устойчивый снежный покров устанавливается в среднем 17 декабря, а разрушается — 30 марта.
Территория района относится к зоне с избыточным увлажнением. Годовая сумма осадков — 554 мм, из них 70 % — в тёплый период. В южной, более возвышенной и пересечённой по рельефу части района, осадков выпадает больше на 40—60 мм в год. Осадки в течение года обусловлены, в основном, поступлением тёплых и влажных атлантических воздушных масс. Относительная влажность воздуха велика в течение всего года (81 %), особенно в осенне-зимний период, когда её среднее значение составляет 85—88 %.
Ветровой режим района характерен преобладанием ветров с южной составляющей (юго-восточных и юго-западных). Средние скорости ветра в годовом ходе изменяются от 3 м/с летом до 5 м/с и более зимой. Сильные ветры скоростью более 15 м/с редки (не превышают 8 дней в среднем за год).

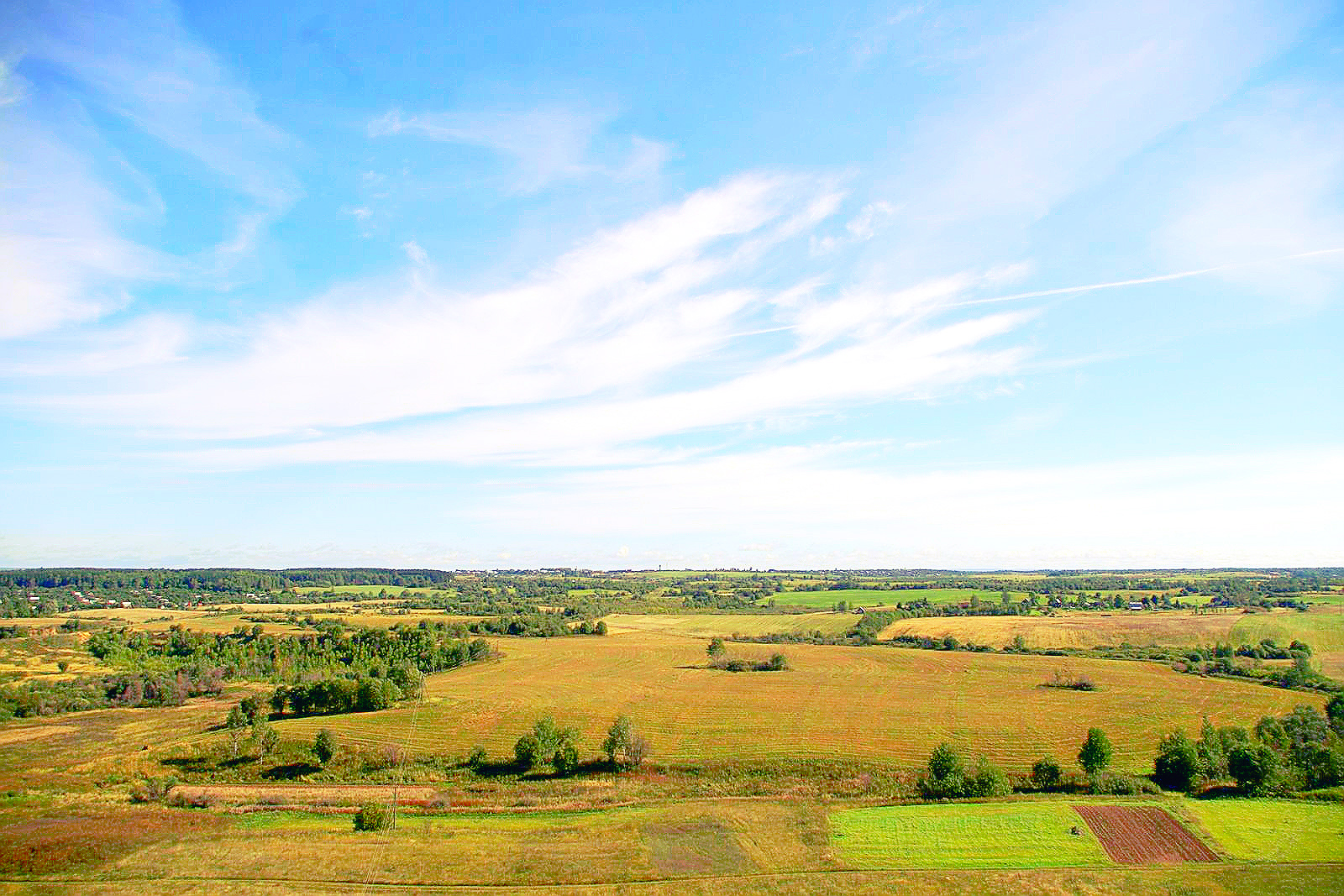
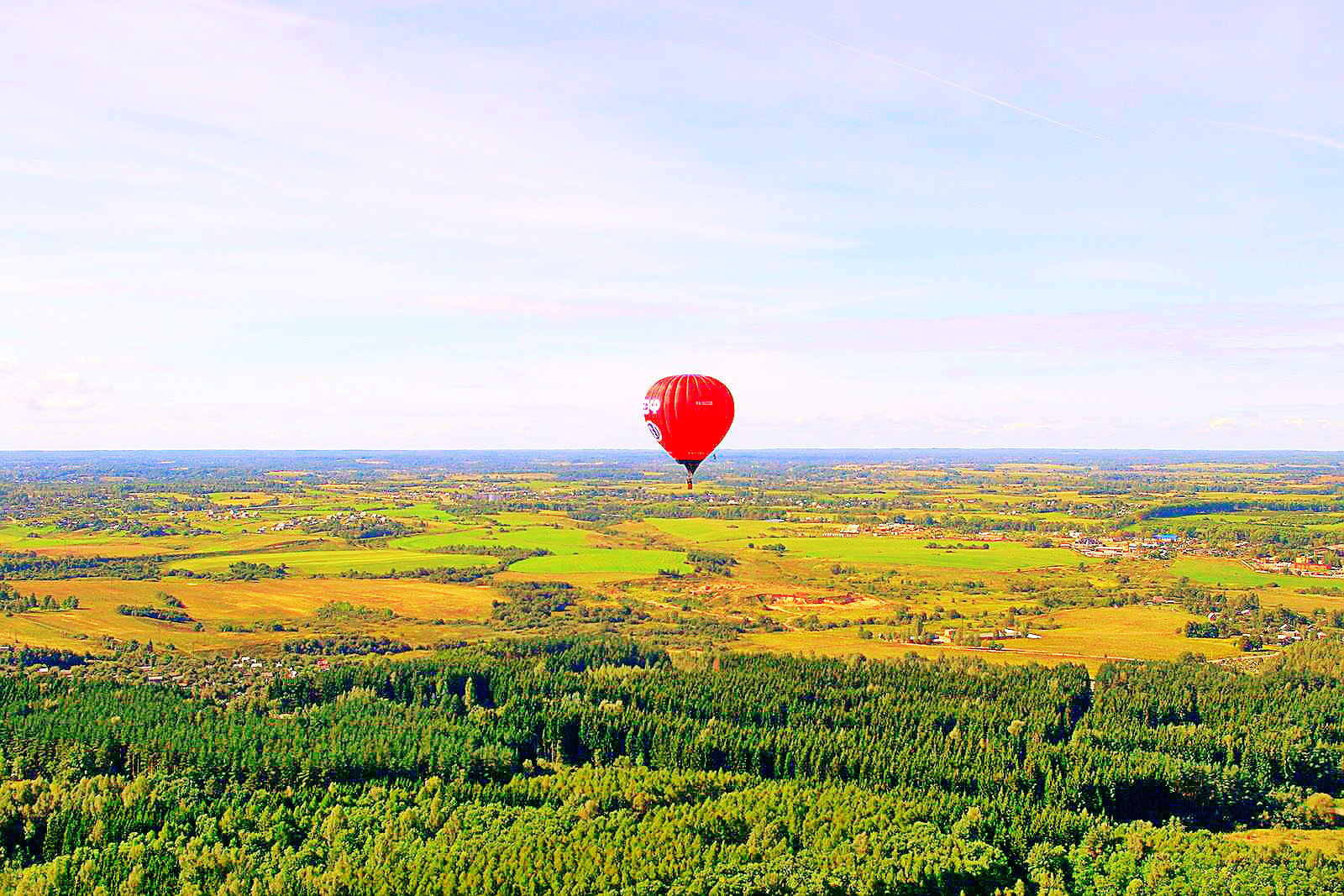
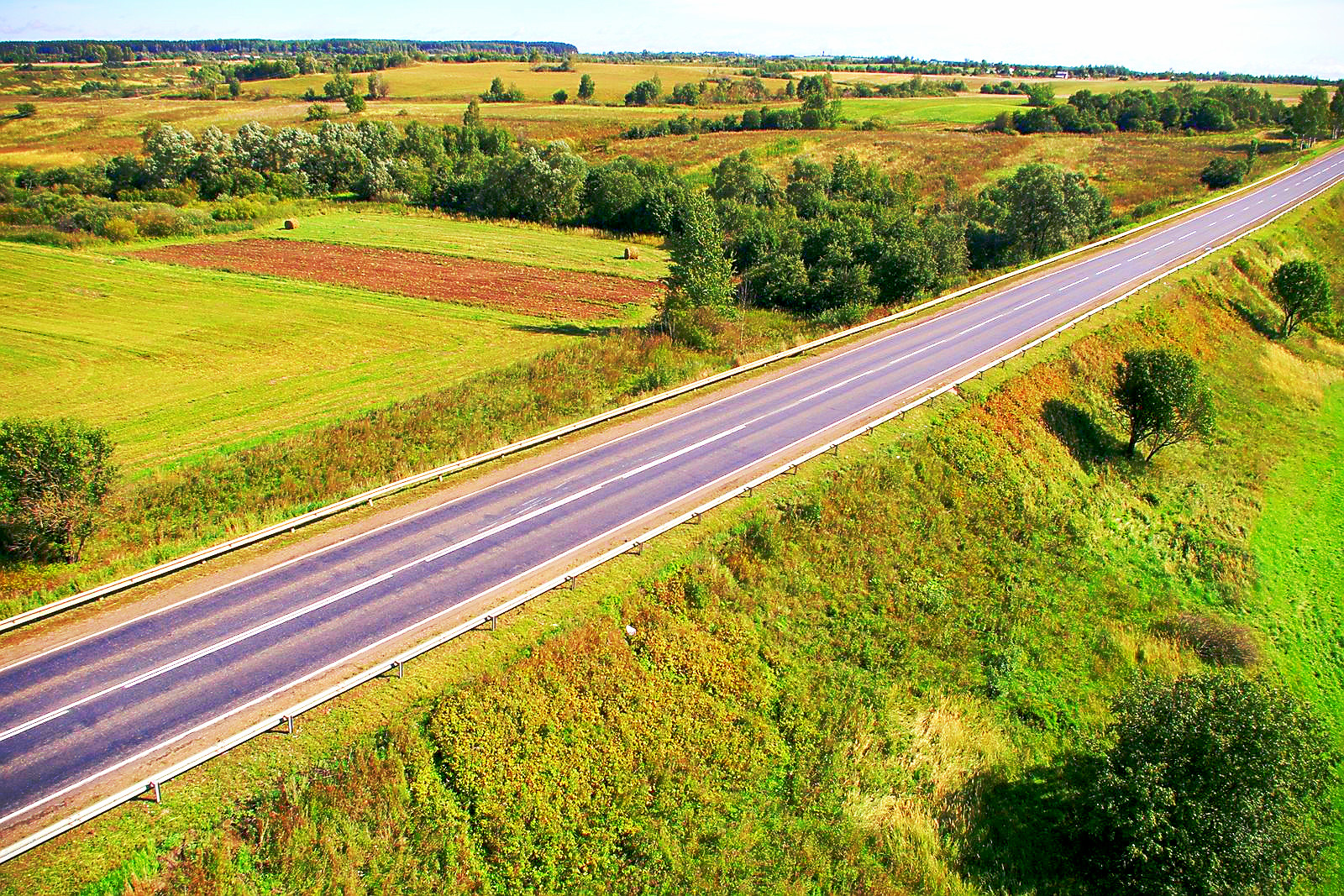
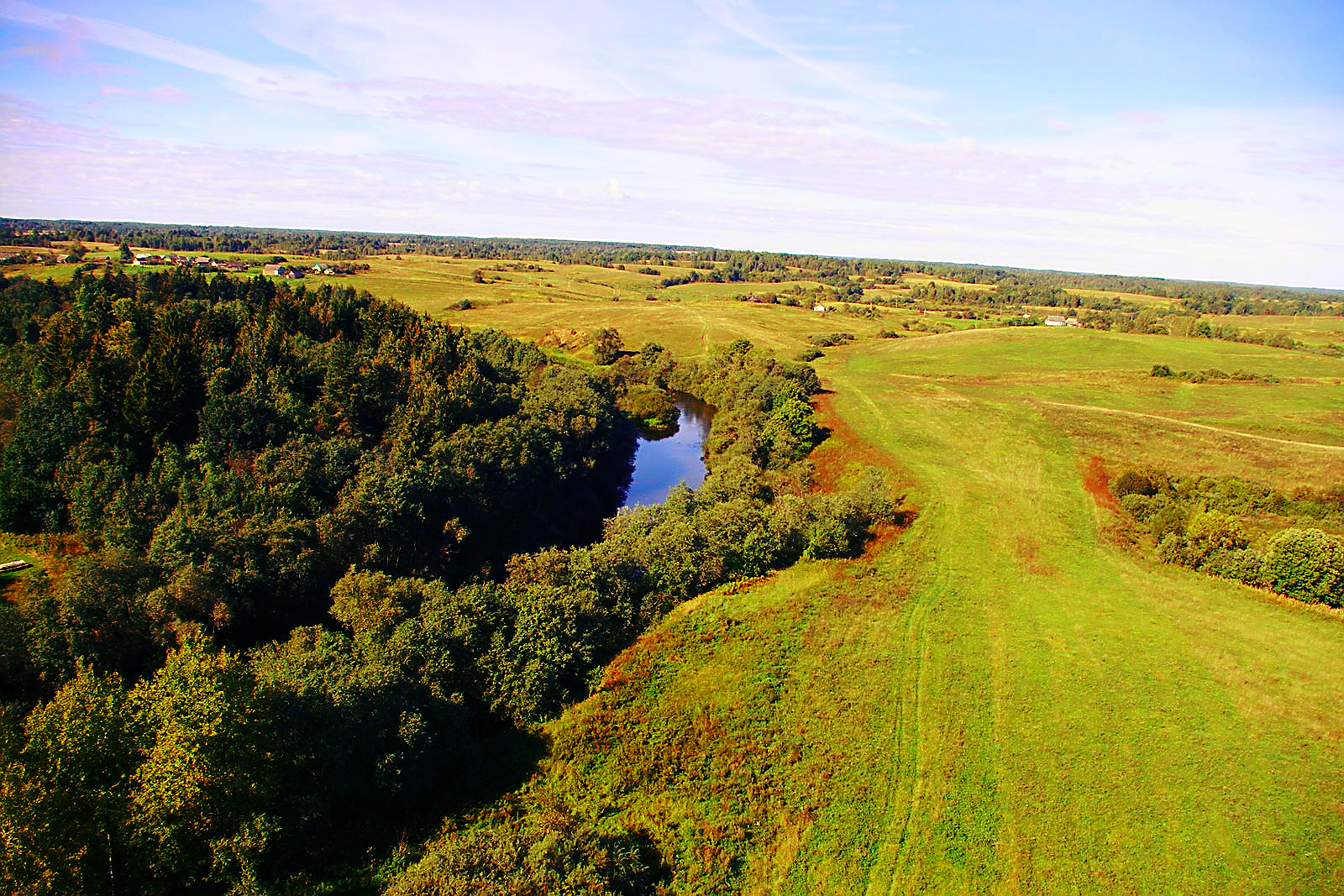

| Климатические показатели Великолукского района | Климатические показатели Великолукского района | Климатические показатели Великолукского района | Климатические показатели Великолукского района | Климатические показатели Великолукского района | Климатические показатели Великолукского района | Климатические показатели Великолукского района | Климатические показатели Великолукского района | Климатические показатели Великолукского района | Климатические показатели Великолукского района | Климатические показатели Великолукского района | Климатические показатели Великолукского района | Климатические показатели Великолукского района | Климатические показатели Великолукского района |
| Месяцы / Показатели                            | I                                              | II                                             | III                                            | IV                                             | V                                              | VI                                             | VII                                            | VIII                                           | IX                                             | X                                              | XI                                             | XII                                            | Год                                            |
| ---------------------------------------------- | ---------------------------------------------- | ---------------------------------------------- | ---------------------------------------------- | ---------------------------------------------- | ---------------------------------------------- | ---------------------------------------------- | ---------------------------------------------- | ---------------------------------------------- | ---------------------------------------------- | ---------------------------------------------- | ---------------------------------------------- | ---------------------------------------------- | ---------------------------------------------- |
| Средняя температура воздуха (ºС)               | -8,2                                           | -7,9                                           | -3,9                                           | 4,4                                            | 11,4                                           | 15,1                                           | 17,2                                           | 15,5                                           | 10,3                                           | 4,9                                            | -0,6                                           | -5,7                                           | 4,4                                            |
| Абсолютный минимум                             | -46                                            | -39                                            | -31                                            | -20                                            | -5                                             | -3                                             | 2                                              | 0                                              | -7                                             | -20                                            | -30                                            | -32                                            | -46                                            |
| Абсолютный максимум                            | 6                                              | 6                                              | 16                                             | 27                                             | 32                                             | 34                                             | 34                                             | 35                                             | 30                                             | 23                                             | 13                                             | 9                                              | 35                                             |
| Относительная влажность воздуха (%)            | 87                                             | 85                                             | 80                                             | 76                                             | 71                                             | 73                                             | 77                                             | 80                                             | 84                                             | 86                                             | 88                                             | 88                                             | 81                                             |
| Кол-во осадков (мм)                            | 29                                             | 27                                             | 27                                             | 30                                             | 48                                             | 68                                             | 83                                             | 76                                             | 53                                             | 43                                             | 38                                             | 36                                             | 558                                            |
| Высота снежного покрова (см)                   | 14                                             | 18                                             | 18                                             | -                                              | -                                              | -                                              | -                                              | -                                              | -                                              | -                                              | 4                                              | 8                                              | 24                                             |
| Скорость ветра                                 | 5,1                                            | 5,0                                            | 4,5                                            | 4,0                                            | 3,9                                            | 3,6                                            | 3,2                                            | 3,3                                            | 3,6                                            | 4,4                                            | 5,2                                            | 5,2                                            | 4,2                                            |
| Число дней с ветром более 15 м/с               | 0,9                                            | 1,0                                            | 0,8                                            | 0,7                                            | 0,8                                            | 0,3                                            | 0,3                                            | 0,3                                            | 0,4                                            | 0,7                                            | 0,8                                            | 0,8                                            | 8                                              |
| Число дней с туманом                           | 3                                              | 3                                              | 4                                              | 3                                              | 2                                              | 2                                              | 4                                              | 7                                              | 6                                              | 4                                              | 4                                              | 4                                              | 46                                             |
| Число дней с метелью                           | 7                                              | 6                                              | 4                                              | 0,6                                            | -                                              | -                                              | -                                              | -                                              | -                                              | 0,2                                            | 1                                              | 4                                              | 23                                             |
| Число дней с грозой                            | -                                              | -                                              | -                                              | 0,7                                            | 4                                              | 7                                              | 8                                              | 5                                              | 2                                              | 0,2                                            | -                                              | -                                              | 27                                             |
| Продолжительность солнечного сияния (часы)     | 27                                             | 54                                             | 136                                            | 179                                            | 228                                            | 268                                            | 254                                            | 207                                            | 146                                            | 57                                             | 36                                             | 22                                             | 1615                                           |
| Число дней без солнца                          | 22                                             | 14                                             | 9                                              | 5                                              | 2                                              | 3                                              | 3                                              | 2                                              | 4                                              | 14                                             | 19                                             | 24                                             | 121                                            |

### Рельеф
По рельефу в пределах района отчетливо выделяются 4 части:
1. Ловатская низменность: занимает северную часть района и представляет собой типичную озёрно-ледниковую равнину с очень слабым уклоном поверхности на север и к долине реки Ловать, междуречья обычно плоские, заболоченные.
2. Всхолмлённая моренно-эрозионная равнина: имеет наиболее благоприятные условия рельефа для сельскохозяйственного производства, которая с юго-запада, юга и востока ограничивает Ловатскую низменность; её спокойные пологие холмистые склоны 5—15 м относительной высоты часто чередуются с ложбинами с многочисленными ручьями и мелкими речками.
3. Полоса холмисто-моренного рельефа (преобладающая по площади района): расчленённость которого сильная, холмы и гряды 20—60 м относительной высоты, сложенные сильновалунным суглинком, — такой тип рельефа предопределил мелкоконтурность пахотных земель, разделённых оврагами, болотами, лесными массивами.
4. Волнистая флювиогляциальная равнина: занимает большую часть Урицкой волости и южную половину Борковской.

### Почвы
Великолукский район — относится к умеренно малоплодородным. Преобладают слабокислые, реакция среды РН — 5,3. Содержание гумуса среднее — 2,2 %. В целом для территории района типичны лёгкие почвы: где дерново-карбонатные и дерново-глеевые почвы занимают — 6 %, а легко-суглинистые и средне-суглинистые почвы составляют — 45 %. Заболоченные почвы — занимают около 25 % площади района (38,0 тыс. Га.): на севере встречаются массивы болотно-торфяных почв (наиболее крупные массивы верховых сфагновых болот сосредоточены на Ловатской низменности), в южной половине преобладают мелкоконтурные низинные болота. Дерново-подзолистые почвы занимают площадь 90,0 тыс. Га., эти почвы образуют основной фонд пашни — свыше 80 % площади. Лучшими по агросвойствам являются дерново-слабоподзолистые почвы на суглинках. Значительно распространена плоскостная эрозия: около 30 % пашни занимают смытые и полусмытые почвы.
Великолукская земля принадлежит к центральной части юго-восточного региона (зоны) Псковской области, которая характеризуется довольно высокой сельскохозяйственной освоенностью 45—65 %, здесь лесистость составляет 20—30 % с большой нарушенностью лесов, заболоченность до 5 % (за исключением северо-восточной части). Территорию района занимают: с/х угодий — 30,6 %; леса — 40,1 %; кустарники — 18 %; болот — 7,8 %; земли поселений — 3,5 %.
Земли в низине долины реки Ловати, образованы поймой и заливными лугами. Наиболее крупные контуры лугов встречаются на Ловатской низменности. На юге района они разбросаны мелкими участками среди полей, лесов и кустарников. По площади преобладают суходольные луга; на долю заливных лугов приходится около 70 % луговой площади. Культурное состояние лугов неудовлетворительное: около 60 % площади закустарено и заболочено, 15 % — завалунено; значительная часть лугов закочкарена. На почвах с нормальным увлажнением качество лугов несколько лучше: травостой густой, состоит из злаков и разнотравья с большим участием бобовых. Значительно выше урожайность заливных лугов. Заливные луга имеют густой травостой высокого кормового качества. Видовой состав травостоя богат и разнообразен, среди разнотравья преобладают бобовые и широколиственные злаки.
Пойменные почвы занимают площадь 9,0 тыс. Га. Они встречаются в поймах и на I террасе реки Ловать и её притоков. Для сельского хозяйства наиболее перспективны почвы центральной поймы. В результате разливов рек пойменные участки их долин ежегодно обогащаются илистым материалом. Поэтому на затопляемых участках формируются ценные в хозяйственном отношении дерново-аллювиальные почвы и заливные луга, дающие высокие урожаи хорошего сена.

### Водные ресурсы
Основные речные артерии — район находится в бассейне среднего и верхнего течения Ловати (типично равнинная река со слабой скоростью течения и низкими, заболоченными берегами, протекающая с юга на север по всему району) и её притоков: Кунья, Насва, Вятица, Ольшанка, Сверетица, Лазавица, Удрай, Вскувица, Смота. Средний годовой расход воды реки Ловати у Великих Лук равен 20,2 м³/с; средний годовой модуль стока — 6,62 л/(км² с).
Истоками малых рек служат многочисленные болота и озёра холмисто-моренной полосы. Наибольшее количество их сконцентрировано в южной половине района, где озерность составляет примерно 7 %. Котловины почти всех озёр — ледникового происхождения. На Ловатской низменности озёра мелкие и их немного. Чаще всего это остатки древнего обширного озера, заполнявшего Ловатскую низменность, или озёра-окна на верховых болотах. В районе насчитывается более 70 озёр. Наибольшее количество их сконцентрировано в южной части, где озерность составляет примерно 7 %.
Наиболее крупные озёра:

| - Урицкое — 1120 Га; | - Псово — 705 Га; | - Отгаст — 425 Га; | - Кислое — 334 Га; | - Нюссо — 308 Га. |

По степени водообеспеченности: подрайон относят к умеренно водообильным горизонтам артезианских вод саргаевско-бурегского водоносного комплекса. Водоносные горизонты грунтовых вод (слои песка среди суглинков) приурочены в основном к четвертичным отложениям и находятся на глубине 5—4 м, а в холмистой местности на склонах — на глубине 15—20 м. По сведениям ФГУГП «Гидроспецгеология»: запасы подземных вод — около 0,25 (млн. м³/сут); степень освоения разведанных запасов подземных вод — 12,9 %; модуль добычи и извлечения подземных вод — менее 3 м³/(км² сут). Глубина залегания водоносного горизонта 80—112 м. Слабо обводнённые и умеренно водообильные горизонты. Удельный дебит скважин от 0,5—1 до 3—5 л/с. По качеству воды относятся к гидрокарбонатным, слабоминерализованным жестким.

### Минерально-сырьевые ресурсы
В районе разведано 11 месторождений строительных материалов (ПГМ, строительный песок, кирпично-черепичные и керамзитовые глины, сапропель). На юго-востоке района на территории сельского поселения «Пореченская волость» находится небольшое месторождение болотной железной руды. Имеются большие запасы легкоплавких кирпичных глин. Некоторые месторождения кирпично-черепичных глин ещё не разведаны (у деревень Славулор, Сосновка). Всего насчитывается 226 месторождений торфа общей площадью промышленной залежи 38,87 тыс. Га с общим запасом 691,06 млн м³ (из которых разработано — 11 месторождений). Для крупных промышленных предприятий района может быть использовано торфоместорождение «Перекальский Мох», низинный торф хорошей степени разложения и зольности до 10 % — пригоден для создания торфобрикетного производства.

### Флора и фауна

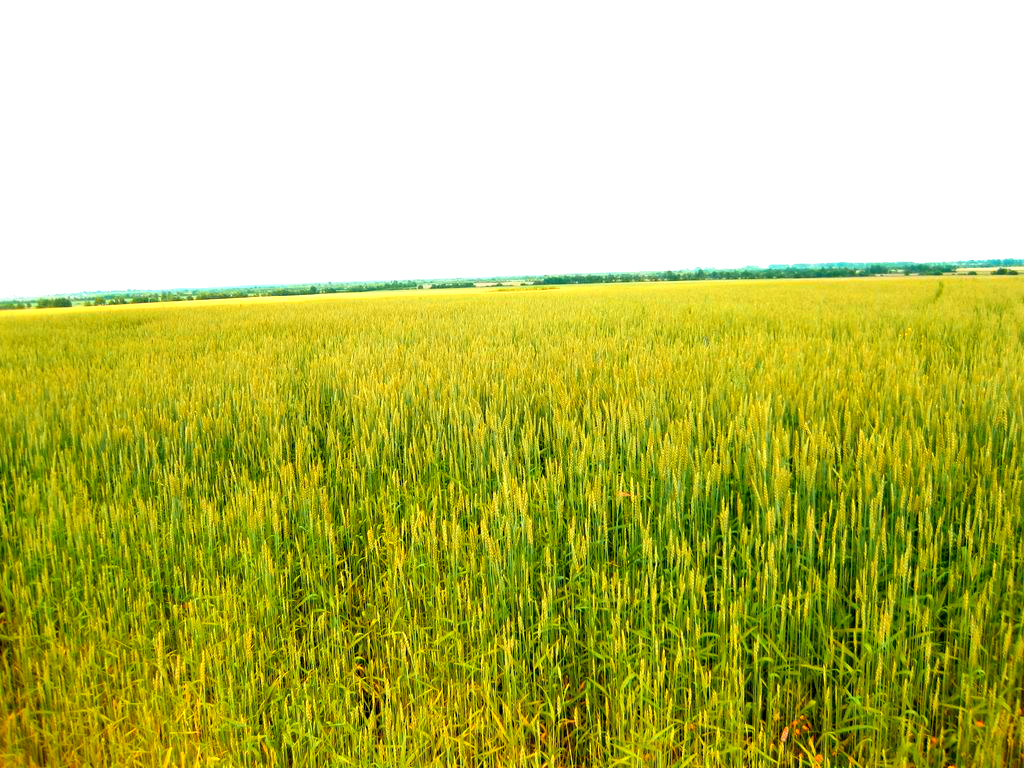
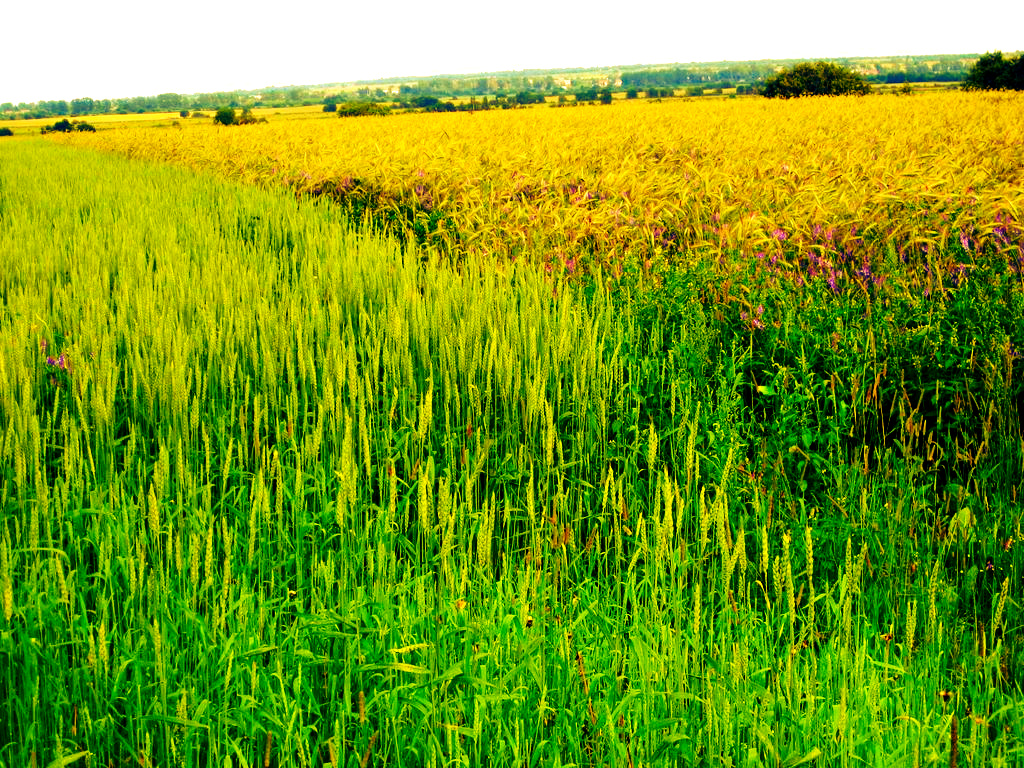
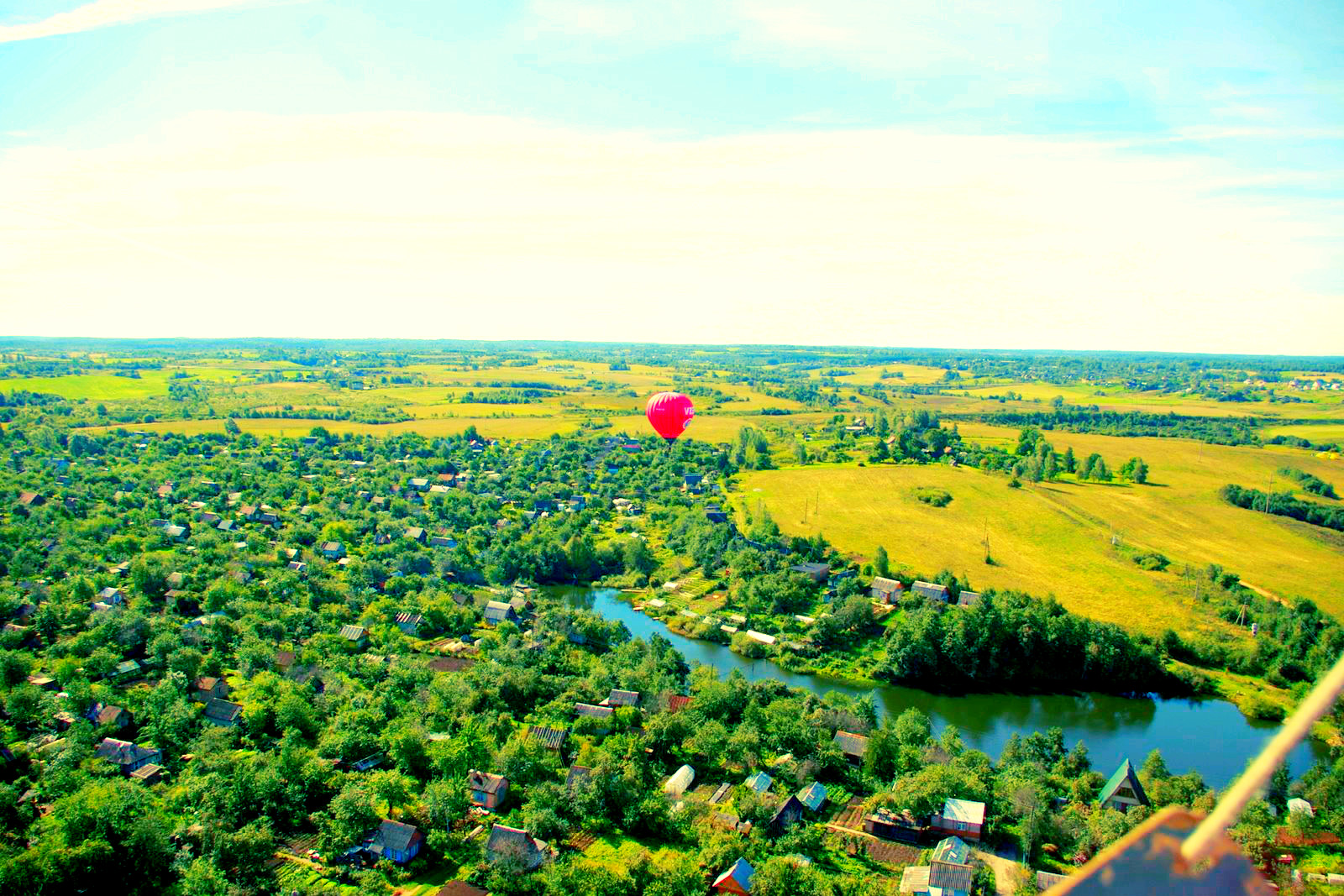
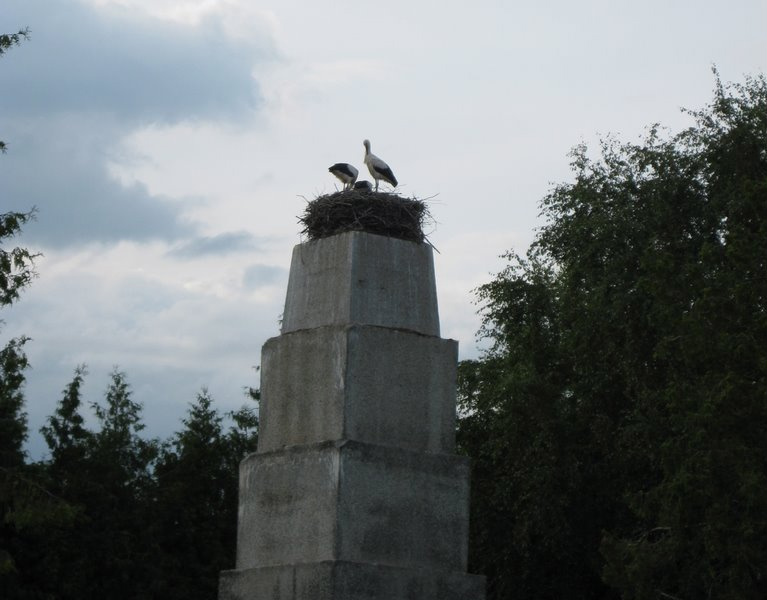

#### Растительность
Великолукская провинция находится в пределах подтаёжной зоны хвойных и широколиственных лесов Северо-Западной области Восточно-Европейской равнины. Растительный покров региона довольной пестрый: преобладают осиновые и берёзовые дубравно-травяные леса с лещиной, липой, клёном в подлеске, встречаются елово-сосновые зеленомошные леса (сосновый бор). Хвойные леса, сосновые и еловые, встречаются повсеместно довольно значительными массивами. Дубовые леса распространены на незначительной площади в южной части района.
Центральную часть Великолукского района занимают сельскохозяйственные земли (пашни, залежи, луга) в сочетании с кустарниками и мелкими участками лесов.
Лесистость района составляет свыше 35,2 % всей площади. Общий запас древесины — 195 472 млн м³. В том числе из общего запаса древесины: спелых и перестойных лесов — 7630 млн м³; хвойных древостоев — 56 516 млн м³; твердолиственных пород — 665 млн м³; мягколиственных пород — 138291 млн м³. Средний запас древесины — 160 млн м³. Фонд лесовосстановления — 160 Га.
Производительность лесов Гослесфонда довольно высокая: преобладающим классом бонитета является II-ой; насаждениями II класса бонитета занято 43 % лесопокрытой площади. Низкобонитетные насаждения составляют всего 7 %. Большие массивы лесов сохранились на севере и юге района. Потенциал природных ресурсов Великолукского района, обеспечивается развитием технологий лесовосстановления. В районе имеется 1 лесхоз, который имеет 4 лесничества: «Стайковское», «Букровское», «Великолукское», «Низовское».
Общая площадь Великолукского лесничества 305 736 Га, оно включает в себя 8 участковых лесничеств:

| - «Низовское» — 48 360 Га; - «Жижицкое» — 39 519 Га; - «Букровское» — 27 606 Га; - «Слепневское» — 37 894 Га; | - «Стайковское» — 22 445 Га; - «Великолукское» — 35 223 Га; - «Куньинское» — 44 293 Га; - «Новосокольническое» — 50 396 Га. |

#### Животный мир
Границы территории Великолукского зоологического заказника:
Северная: от точки пересечения административной границы с Локнянским районом и дорогой на деревню Решетково (бывшая), по административной границе с Локнянским районом до пересечения с лесной дорогой и далее по лесной дороге до деревни Кострово;
Восточная: от деревни Кострово по правому берегу реки Ловать до деревни Марьино;
Южная: от деревни Марьино по правому берегу реки Ловать до впадения в неё реки Насва и далее по правому берегу реки Насва до деревни Сидоровщина;
Западная: от деревни Сидоровщина по дороге через населённые пункты: деревня Лакниха, деревня Гороховье, деревня Решетково (бывшая) до административной границы с Локнянским районом.
Десятки диких уток остаются на зимовку в городской черте на Ловати. Гнездятся аисты. Встречаются лебеди, чайки, голуби, скворцы, вороны. В лесах обитают лоси, медведи, косули, лисы, бобры, еноты, зайцы, неясыть.
В озёрах и реках водятся главным образом щука, окунь, язь, лещ, линь, карась, плотва, ряпушка, налим, уклея, густера, раки. В озёрах Кислое, Поречье разводятся угри. В 2010 году рыбный промысел на территории района проводится на 10 водоёмах (озёрах Псово, Кислово, Купуйское, Пореченское, Сосно, Урицкое, Секуй, Дуловское, Заорлица, Рябиновское).

### Экология
На 2009 год сброс сточных вод в поверхностные водоёмы — 0,23 млн м³; удельный вес загрязнённых вод в общем объёме сброшенных сточных вод — 100 %. В 2008 г. качество забираемой воды из реки Ловать соответствовало нормативам по санитарно-химическим показателям и не соответствовало по микробиологическим в 22,1 % проб, в 2009 г. — все пробы соответствовали нормативам и 24 пробы на микробиологические показатели, из которых не соответствовала нормативам 1 (4,2 %). Доля неудовлетворительных проб подземных вод по санитарно-химическим показателям в Великолукском районе за 2008 год достигла 75 %. Процент неудовлетворительных проб воды питьевой воды из водопроводной сети в 2008 году по санитарно-химическим показателям в районе составил 83,3 %.
По результатам мониторинга окружающей среды на территории Великолукского района за период 2009—2010 гг. неудовлетворительных исследований атмосферного воздуха, почвы и радиационного фона не выявлено. Количество объектов, имеющих стационарные источники выбросов — 12 единиц; выброшено в атмосферу загрязняющих веществ, отходящих от стационарных источников — 1,57 тыс. тонн.

## История
В XII—XIII вв. большая часть исторической Великолукской территории была приграничной частью Новгородской земли, лишь западные окраины (Вязовская волость) принадлежали Полоцкому княжеству, а восточные (городок Жижец) — Смоленскому, а затем Торопецкому княжеству. В результате экспансии Великого княжества Литовского в XV в. город Великие Луки и окружающие земли находились в совместном управлении Литвы и Новгорода. В 1478 г. Великолукская земля вошла в состав Великого княжества Московского. Волости Вяз и Жижец перешли к России в результате пограничной войны 1494—1500 гг. и были закреплены за Москвой по договору 1503 г. В XVI веке был образован Великолукский уезд, вошедший в 1719 г. в состав Великолукской провинции. С 1772 г. Великолукский уезд вошёл в состав Псковской губернии.
Свыше 200 лет до 1927 года Великолукская земля с городом Великие Луки была центром Великолукского уезда, который объединял территории четырёх ныне существующих районов: Локнянского, Новосокольнического, Куньинского и Великолукского.
В XX в. исторические границы района не раз подвергались череде передела и реорганизации. Район образован 9 сентября 1927 года в составе Великолукского округа Ленинградской области, включив в себя часть земель Великолукского и Торопецкого уездов упразднённой Псковской губернии. В 1929 году передан в состав Западной области с центром в Смоленске, с 1935 года в составе Калининской области. В 1944 году вошёл в состав Великолукской области, а после её ликвидации в 1957 году — в состав Псковской области.
В 1945 году в составе новообразованной Великолукской области были образованы Великолукский и Пореченский районы (с центром в д. Поречье), объединённые в 1959 году (до этого, в 1927—1930 годах, существовал Поречьевский район).

## Население
| 1959    | 1970    | 1976    | 1979    | 1985    | 1989    | 2002    | 2009    | 2010    |
| ------- | ------- | ------- | ------- | ------- | ------- | ------- | ------- | ------- |
| 44 427  | ↘39 350 | ↘35 878 | ↗35 951 | ↘32 520 | ↘31 735 | ↘24 035 | ↘22 690 | ↘22 121 |
| 2011    | 2012    | 2013    | 2014    | 2015    | 2016    | 2017    | 2018    | 2019    |
| ↘22 081 | ↗22 339 | ↗22 554 | ↗22 659 | ↘22 275 | ↘22 089 | ↘21 654 | ↘21 106 | ↘20 551 |
| 2020    | 2021    |         |         |         |         |         |         |         |
| ↘20 488 | ↘19 465 |         |         |         |         |         |         |         |

Великолукский район (наряду с Невельским, Новосокольническим) — образует вторую по значимости, потокам миграции, интенсивности сельскохозяйственного производства и экономической активности «Южную зону» (или «Великолукскую систему») расселения Псковской области (после «Центральной зоны» Псковского района и прилегающих к нему).
С конца 1950-х гг. численность городского населения (города Великие Луки) начала преобладать над сельским. По плотности сельского населения (человек на км².), — Великолукский район занимает второе место (после Псковского района) в Псковской области. По состоянию на 2010 год: число родившихся — 262 человека; число умерших — 534 человека; общий коэффициент рождаемости — 11,8 промилле; общий коэффициент смертности — 24 промилле; число выбывших — 345 человек; миграционный прирост — 23 человека.

### Национальный состав
По итогам переписи населения 2020 года проживали следующие национальности (национальности менее 0,1 % и другое, см. в сноске к строке «Другие»):
| Национальность | Численность, чел. | Доля     |
| -------------- | ----------------- | -------- |
| Русские        | 18 384            | 94,45 %  |
| Белорусы       | 80                | 0,41 %   |
| Украинцы       | 75                | 0,39 %   |
| Узбеки         | 65                | 0,33 %   |
| Цыгане         | 37                | 0,19 %   |
| Татары         | 37                | 0,19 %   |
| Армяне         | 35                | 0,18 %   |
| Другие         | 752               | 3,86 %   |
| Итого          | 19 465            | 100,00 % |

## Населённые пункты
По переписи населения 2002 года в районе насчитывалось 452 сельских населённых пункта, из которых в 47 деревнях население отсутствовало, в 83 деревнях жило от 1 до 5 человек, в 76 — от 6 до 10 человек, в 102 — от 11 до 25 человек, в 54 — от 26 до 50 человек, в 38 — от 51 до 100 человек, в 28 — от 101 до 200 человек, в 15 — от 201 до 500 человек, в 6 — от 501 до 1000 человек, в 3 — от 1001 до 2000 человек.
По переписи населения 2010 года в районе насчитывается 453 сельских населённых пункта, из которых в 76 деревнях население отсутствовало, в 101 деревне жило от 1 до 5 человек, в 68 — от 6 до 10 человек, в 81 — от 11 до 25 человек, в 45 — от 26 до 50 человек, в 33 — от 51 до 100 человек, в 24 — от 101 до 200 человек, в 17 — от 201 до 500 человек, в 5 — от 501 до 1000 человек, в 3 — от 1001 до 2000 человек.
Всего в Великолукский район входят 453 сельских населённых пункта:
| №   | Населённый пункт       | Тип     | Население | Муниципальное образование |
| --- | ---------------------- | ------- | --------- | ------------------------- |
| 1   | Авинчище               | деревня | ↘1        | Лычёвская волость         |
| 2   | Азарьково              | деревня | ↘6        | Лычёвская волость         |
| 3   | Аккарачково            | деревня | ↗12       | Лычёвская волость         |
| 4   | Албашкино              | деревня | ↗13       | Лычёвская волость         |
| 5   | Алексино               | деревня | ↗27       | Лычёвская волость         |
| 6   | Алёхново               | деревня | ↘3        | Шелковская волость        |
| 7   | Анисимово              | деревня | ↗17       | Лычёвская волость         |
| 8   | Аничково               | деревня | ↘22       | Лычёвская волость         |
| 9   | Астратово              | деревня | ↗206      | Лычёвская волость         |
| 10  | Бабино                 | деревня | ↘14       | Пореченская волость       |
| 11  | Бабки                  | деревня | ↘4        | Переслегинская волость    |
| 12  | Баканово               | деревня | →0        | Пореченская волость       |
| 13  | Баландино              | деревня | ↘820      | Шелковская волость        |
| 14  | Бандино                | деревня | ↘72       | Лычёвская волость         |
| 15  | Бардино                | деревня | ↘27       | Пореченская волость       |
| 16  | Баталиха               | деревня | ↗24       | Переслегинская волость    |
| 17  | Белокозово             | деревня | ↘23       | Пореченская волость       |
| 18  | Бербелёво              | деревня | ↘13       | Пореченская волость       |
| 19  | Берглезово             | деревня | ↘4        | Шелковская волость        |
| 20  | Берёзка                | деревня | ↘4        | Пореченская волость       |
| 21  | Березовка              | деревня | ↘2        | Пореченская волость       |
| 22  | Березье                | деревня | ↗15       | Лычёвская волость         |
| 23  | Беседино               | деревня | ↗141      | Шелковская волость        |
| 24  | Бителёво               | деревня | ↘23       | Переслегинская волость    |
| 25  | Бобриково              | деревня | ↘15       | Пореченская волость       |
| 26  | Бобылёво               | деревня | ↗14       | Лычёвская волость         |
| 27  | Богородицкое           | деревня | ↘41       | Пореченская волость       |
| 28  | Бокланово              | деревня | ↘1        | Шелковская волость        |
| 29  | Болебино               | деревня | ↘19       | Шелковская волость        |
| 30  | Болотки                | деревня | →0        | Пореченская волость       |
| 31  | Болотово               | деревня | ↗57       | Лычёвская волость         |
| 32  | Болтово                | деревня | →0        | Пореченская волость       |
| 33  | Болхово                | деревня | ↘0        | Лычёвская волость         |
| 34  | Большой Хочуж          | деревня | ↘0        | Шелковская волость        |
| 35  | Бор                    | деревня | ↘25       | Шелковская волость        |
| 36  | Бор Болонёв            | деревня | ↗2        | Шелковская волость        |
| 37  | Бор-Гиберта            | деревня | →0        | Лычёвская волость         |
| 38  | Бордуки                | деревня | ↗14       | Шелковская волость        |
| 39  | Борисоглеб             | деревня | ↘24       | Пореченская волость       |
| 40  | Борки                  | деревня | ↘522      | Пореченская волость       |
| 41  | Бор-Лазава             | деревня | ↗8        | Пореченская волость       |
| 42  | Боровицы               | деревня | ↗34       | Лычёвская волость         |
| 43  | Боровно                | деревня | ↘14       | Пореченская волость       |
| 44  | Борово                 | деревня | ↘7        | Пореченская волость       |
| 45  | Борок                  | деревня | ↘22       | Переслегинская волость    |
| 46  | Борок                  | деревня | ↘3        | Пореченская волость       |
| 47  | Борок                  | деревня | ↗9        | Пореченская волость       |
| 48  | Бошенки                | деревня | ↘11       | Шелковская волость        |
| 49  | Брод                   | деревня | ↘0        | Пореченская волость       |
| 50  | Брюхново               | деревня | ↘4        | Пореченская волость       |
| 51  | Бугры                  | деревня | ↘19       | Пореченская волость       |
| 52  | Букино                 | деревня | ↘65       | Лычёвская волость         |
| 53  | Букрово-1              | деревня | →0        | Шелковская волость        |
| 54  | Букрово-2              | деревня | ↗202      | Шелковская волость        |
| 55  | Булынино               | деревня | ↗482      | Лычёвская волость         |
| 56  | Буркино                | деревня | →0        | Шелковская волость        |
| 57  | Бушнево                | деревня | →0        | Лычёвская волость         |
| 58  | Вальнево               | деревня | ↘5        | Пореченская волость       |
| 59  | Васьково               | деревня | ↘5        | Лычёвская волость         |
| 60  | Васьково               | деревня | →0        | Пореченская волость       |
| 61  | Ваши                   | деревня | ↗95       | Шелковская волость        |
| 62  | Ведерниково            | деревня | →0        | Шелковская волость        |
| 63  | Велебецкое             | деревня | ↗16       | Переслегинская волость    |
| 64  | Великополье            | деревня | ↘168      | Шелковская волость        |
| 65  | Веретье-1              | деревня | ↘17       | Переслегинская волость    |
| 66  | Веретье-2              | деревня | ↘4        | Переслегинская волость    |
| 67  | Веретье-3              | деревня | ↗2        | Переслегинская волость    |
| 68  | Виноградово            | деревня | ↘14       | Лычёвская волость         |
| 69  | Владыкино              | деревня | ↘6        | Шелковская волость        |
| 70  | Власково               | деревня | ↗7        | Шелковская волость        |
| 71  | Власково               | деревня | ↘72       | Шелковская волость        |
| 72  | Волково                | деревня | ↘284      | Лычёвская волость         |
| 73  | Волково                | деревня | →0        | Шелковская волость        |
| 74  | Волчки                 | деревня | ↗51       | Переслегинская волость    |
| 75  | Воробецкая             | станция | ↘74       | Переслегинская волость    |
| 76  | Воробьево              | деревня | ↘8        | Лычёвская волость         |
| 77  | Ворохобы               | деревня | →0        | Пореченская волость       |
| 78  | Вязовое                | деревня | ↘4        | Шелковская волость        |
| 79  | Гаписово               | деревня | ↘41       | Шелковская волость        |
| 80  | Гвоздово               | деревня | ↘107      | Переслегинская волость    |
| 81  | Глазуново              | деревня | ↘49       | Пореченская волость       |
| 82  | Голбово                | деревня | →0        | Шелковская волость        |
| 83  | Голышено               | деревня | ↘1        | Лычёвская волость         |
| 84  | Горбани                | деревня | ↘4        | Пореченская волость       |
| 85  | Горбачи                | деревня | ↘0        | Шелковская волость        |
| 86  | Горивицы               | деревня | ↗29       | Лычёвская волость         |
| 87  | Горивицы               | деревня | ↘13       | Лычёвская волость         |
| 88  | Горки                  | деревня | ↗2        | Лычёвская волость         |
| 89  | Гороватка              | деревня | ↘1        | Шелковская волость        |
| 90  | Гороваха               | деревня | →37       | Шелковская волость        |
| 91  | Городище               | деревня | ↘14       | Лычёвская волость         |
| 92  | Городище               | деревня | →2        | Шелковская волость        |
| 93  | Гороховый Бор          | деревня | ↗33       | Шелковская волость        |
| 94  | Гороховье              | деревня | ↘1        | Переслегинская волость    |
| 95  | Горушка                | деревня | →6        | Шелковская волость        |
| 96  | Горушка                | деревня | ↘3        | Шелковская волость        |
| 97  | Горушка Новая Деревня  | деревня | ↘8        | Переслегинская волость    |
| 98  | Горушка Сидоровщинская | деревня | ↘8        | Переслегинская волость    |
| 99  | Готрово                | деревня | ↘3        | Шелковская волость        |
| 100 | Греблы                 | деревня | ↘0        | Шелковская волость        |
| 101 | Гречухино              | деревня | ↗101      | Лычёвская волость         |
| 102 | Гречухино              | деревня | ↘4        | Шелковская волость        |
| 103 | Грибушино              | деревня | ↘4        | Переслегинская волость    |
| 104 | Гритьково              | деревня | ↘5        | Пореченская волость       |
| 105 | Гришино                | деревня | ↗22       | Переслегинская волость    |
| 106 | Гришино                | деревня | ↘3        | Шелковская волость        |
| 107 | Губаны                 | деревня | ↘19       | Шелковская волость        |
| 108 | Гудково                | деревня | ↗7        | Пореченская волость       |
| 109 | Гусаково               | деревня | ↘21       | Лычёвская волость         |
| 110 | Гуси                   | деревня | →0        | Шелковская волость        |
| 111 | Гущи                   | деревня | →0        | Пореченская волость       |
| 112 | Данченки               | деревня | ↘16       | Пореченская волость       |
| 113 | Демидово               | деревня | ↗273      | Шелковская волость        |
| 114 | Демьяница              | деревня | ↗16       | Пореченская волость       |
| 115 | Дерганово              | деревня | ↘11       | Пореченская волость       |
| 116 | Дикое                  | деревня | ↘0        | Пореченская волость       |
| 117 | Дмитровское            | деревня | ↘0        | Шелковская волость        |
| 118 | Дмитрошино             | деревня | ↘8        | Пореченская волость       |
| 119 | Долгая                 | деревня | ↘8        | Шелковская волость        |
| 120 | Должа                  | деревня | ↘13       | Пореченская волость       |
| 121 | Дорожный               | посёлок | ↗444      | Лычёвская волость         |
| 122 | Дрёпино                | деревня | →57       | Шелковская волость        |
| 123 | Дрождино               | деревня | ↗24       | Шелковская волость        |
| 124 | Дроздово               | деревня | ↗16       | Шелковская волость        |
| 125 | Дубневичи              | деревня | ↘0        | Пореченская волость       |
| 126 | Дубрава-1              | посёлок | ↗999      | Лычёвская волость         |
| 127 | Дубрава-2              | деревня | ↘202      | Лычёвская волость         |
| 128 | Дубровка               | деревня | ↘0        | Шелковская волость        |
| 129 | Дурневка               | деревня | →0        | Пореченская волость       |
| 130 | Дюкино                 | деревня | ↘0        | Шелковская волость        |
| 131 | Екатерингоф            | деревня | ↘21       | Пореченская волость       |
| 132 | Еремеево               | деревня | ↘15       | Переслегинская волость    |
| 133 | Ерёмкино               | деревня | ↘27       | Пореченская волость       |
| 134 | Ермашево               | деревня | ↘6        | Пореченская волость       |
| 135 | Железниково            | деревня | ↘6        | Пореченская волость       |
| 136 | Жестки                 | деревня | ↗111      | Лычёвская волость         |
| 137 | Жигари                 | деревня | ↘121      | Пореченская волость       |
| 138 | Житище                 | деревня | →7        | Шелковская волость        |
| 139 | Житницы                | деревня | ↘4        | Шелковская волость        |
| 140 | Заболотье              | деревня | ↘71       | Шелковская волость        |
| 141 | Завод                  | деревня | ↘7        | Шелковская волость        |
| 142 | Задёжа                 | деревня | ↗84       | Лычёвская волость         |
| 143 | Зайцы                  | деревня | ↘13       | Пореченская волость       |
| 144 | Занюсское              | деревня | ↘0        | Пореченская волость       |
| 145 | Заручевье              | деревня | ↘11       | Пореченская волость       |
| 146 | Захарово               | деревня | ↘46       | Пореченская волость       |
| 147 | Зелёнкино              | деревня | ↘7        | Переслегинская волость    |
| 148 | Зелёново               | деревня | ↘0        | Пореченская волость       |
| 149 | Земляничино            | деревня | ↘68       | Переслегинская волость    |
| 150 | Зимари                 | деревня | ↘27       | Шелковская волость        |
| 151 | Золотково              | деревня | ↗63       | Переслегинская волость    |
| 152 | Зуево                  | деревня | ↘7        | Лычёвская волость         |
| 153 | Зуево                  | деревня | →1        | Шелковская волость        |
| 154 | Зуи                    | деревня | ↘0        | Пореченская волость       |
| 155 | Зябкино                | деревня | ↘3        | Пореченская волость       |
| 156 | Иваново                | деревня | ↘516      | Переслегинская волость    |
| 157 | Иванцево               | деревня | ↘9        | Лычёвская волость         |
| 158 | Иванцево               | деревня | ↘11       | Пореченская волость       |
| 159 | Иваньково              | деревня | ↘40       | Шелковская волость        |
| 160 | Игнашево               | деревня | ↘13       | Лычёвская волость         |
| 161 | Игнашево               | деревня | ↘8        | Шелковская волость        |
| 162 | Изосенки               | деревня | ↗18       | Лычёвская волость         |
| 163 | Изотино                | деревня | ↘0        | Шелковская волость        |
| 164 | Ильино                 | деревня | ↗76       | Переслегинская волость    |
| 165 | Ильино                 | деревня | ↘8        | Пореченская волость       |
| 166 | Исаковщина             | деревня | ↘8        | Пореченская волость       |
| 167 | Исачково               | деревня | ↘0        | Пореченская волость       |
| 168 | Каверзино              | деревня | ↘0        | Шелковская волость        |
| 169 | Кавирово               | деревня | ↘7        | Лычёвская волость         |
| 170 | Кадолово               | деревня | ↘1        | Пореченская волость       |
| 171 | Калдобино              | деревня | ↘30       | Пореченская волость       |
| 172 | Калитино               | деревня | ↘0        | Переслегинская волость    |
| 173 | Каменистик             | деревня | ↘8        | Лычёвская волость         |
| 174 | Каменка                | деревня | ↘2        | Шелковская волость        |
| 175 | Каменка                | деревня | →0        | Шелковская волость        |
| 176 | Каменка                | деревня | ↘97       | Лычёвская волость         |
| 177 | Карасец                | деревня | ↗1        | Лычёвская волость         |
| 178 | Карцево                | деревня | ↗161      | Шелковская волость        |
| 179 | Касьяново              | деревня | ↗12       | Переслегинская волость    |
| 180 | Кашевицы               | деревня | ↘9        | Шелковская волость        |
| 181 | Кашино                 | деревня | ↘2        | Лычёвская волость         |
| 182 | Кислово                | деревня | ↘293      | Переслегинская волость    |
| 183 | Клевино                | деревня | ↘0        | Лычёвская волость         |
| 184 | Клевники               | деревня | ↘11       | Пореченская волость       |
| 185 | Клёновка               | деревня | ↘13       | Шелковская волость        |
| 186 | Клизново               | деревня | →0        | Шелковская волость        |
| 187 | Клинцево               | деревня | ↘73       | Переслегинская волость    |
| 188 | Ключеватка             | деревня | →0        | Шелковская волость        |
| 189 | Клюшно                 | деревня | →1        | Шелковская волость        |
| 190 | Козлово                | деревня | ↗1        | Пореченская волость       |
| 191 | Козюлино               | деревня | →0        | Лычёвская волость         |
| 192 | Колотово               | деревня | →0        | Лычёвская волость         |
| 193 | Колюбаки               | деревня | ↘6        | Пореченская волость       |
| 194 | Комарово               | деревня | ↗10       | Лычёвская волость         |
| 195 | Комша                  | деревня | ↘92       | Пореченская волость       |
| 196 | Копылово               | деревня | ↘41       | Пореченская волость       |
| 197 | Копытово               | деревня | ↗5        | Переслегинская волость    |
| 198 | Корняки                | деревня | ↘22       | Переслегинская волость    |
| 199 | Коровница              | деревня | ↗5        | Пореченская волость       |
| 200 | Корытово               | деревня | ↘42       | Шелковская волость        |
| 201 | Косово                 | деревня | ↘1        | Пореченская волость       |
| 202 | Костелево              | деревня | ↘1        | Пореченская волость       |
| 203 | Костелёво              | деревня | ↘2        | Пореченская волость       |
| 204 | Костелево              | деревня | →0        | Шелковская волость        |
| 205 | Кострово               | деревня | ↘25       | Шелковская волость        |
| 206 | Костюжино              | деревня | ↘39       | Пореченская волость       |
| 207 | Краснополье            | деревня | ↘8        | Лычёвская волость         |
| 208 | Красный Берег          | деревня | ↘4        | Пореченская волость       |
| 209 | Кривандино             | деревня | ↘40       | Шелковская волость        |
| 210 | Криплянка              | деревня | ↗36       | Лычёвская волость         |
| 211 | Крупенино              | деревня | ↘9        | Лычёвская волость         |
| 212 | Крупышево              | деревня | ↘14       | Лычёвская волость         |
| 213 | Крупышево              | деревня | ↘53       | Пореченская волость       |
| 214 | Крутовраг              | деревня | ↘177      | Переслегинская волость    |
| 215 | Кузнецово              | деревня | ↗43       | Пореченская волость       |
| 216 | Кузнецово              | деревня | ↘1        | Шелковская волость        |
| 217 | Куковичино             | деревня | ↘15       | Шелковская волость        |
| 218 | Кулёво                 | деревня | ↘109      | Переслегинская волость    |
| 219 | Купуй                  | деревня | ↘168      | Пореченская волость       |
| 220 | Куракино               | деревня | ↗153      | Лычёвская волость         |
| 221 | Курова Гора            | деревня | ↘46       | Шелковская волость        |
| 222 | Кучино                 | деревня | ↘2        | Переслегинская волость    |
| 223 | Ладихино               | деревня | ↘27       | Пореченская волость       |
| 224 | Лазава                 | деревня | ↗11       | Лычёвская волость         |
| 225 | Лакниха                | деревня | ↘9        | Переслегинская волость    |
| 226 | Лакомица               | деревня | ↘22       | Переслегинская волость    |
| 227 | Липец                  | деревня | ↘144      | Лычёвская волость         |
| 228 | Липино                 | деревня | →0        | Переслегинская волость    |
| 229 | Липник                 | деревня | ↗8        | Пореченская волость       |
| 230 | Липуново               | деревня | →0        | Пореченская волость       |
| 231 | Литвиниха              | деревня | ↘0        | Шелковская волость        |
| 232 | Личково                | деревня | ↗45       | Лычёвская волость         |
| 233 | Ломки                  | деревня | ↘2        | Лычёвская волость         |
| 234 | Лопаткино              | деревня | ↘3        | Пореченская волость       |
| 235 | Лосево                 | деревня | ↗7        | Лычёвская волость         |
| 236 | Лосево                 | деревня | ↘62       | Шелковская волость        |
| 237 | Лоскатухино            | деревня | ↘2        | Пореченская волость       |
| 238 | Лоскатухино            | деревня | ↘2        | Пореченская волость       |
| 239 | Лохново                | деревня | ↘4        | Лычёвская волость         |
| 240 | Лукьянцево             | деревня | ↗55       | Лычёвская волость         |
| 241 | Лутово                 | деревня | →0        | Пореченская волость       |
| 242 | Лычёво                 | деревня | ↗543      | Лычёвская волость         |
| 243 | Ляхново                | деревня | ↘10       | Шелковская волость        |
| 244 | Ляхово                 | деревня | ↘11       | Пореченская волость       |
| 245 | Майкино                | деревня | ↘393      | Переслегинская волость    |
| 246 | Макарово               | деревня | →0        | Пореченская волость       |
| 247 | Макоедово              | деревня | ↗139      | Лычёвская волость         |
| 248 | Максимово              | деревня | ↗255      | Шелковская волость        |
| 249 | Малахи                 | деревня | ↗48       | Шелковская волость        |
| 250 | Малахново              | деревня | →0        | Пореченская волость       |
| 251 | Малахово               | деревня | →36       | Лычёвская волость         |
| 252 | Малинкино              | деревня | ↘0        | Шелковская волость        |
| 253 | Мамашкино              | деревня | ↘1        | Пореченская волость       |
| 254 | Мандусово              | деревня | ↗134      | Шелковская волость        |
| 255 | Марипчелки             | деревня | ↘4        | Шелковская волость        |
| 256 | Марково                | деревня | ↘4        | Шелковская волость        |
| 257 | Мартинково             | деревня | ↘9        | Шелковская волость        |
| 258 | Мартиново              | деревня | ↘10       | Лычёвская волость         |
| 259 | Мартьяниха             | деревня | ↘13       | Шелковская волость        |
| 260 | Мартьяново             | деревня | ↘10       | Пореченская волость       |
| 261 | Марьино                | деревня | ↘63       | Шелковская волость        |
| 262 | Медведково             | деревня | ↘22       | Лычёвская волость         |
| 263 | Медвёдково             | деревня | ↘0        | Шелковская волость        |
| 264 | Милолюб                | деревня | →1        | Шелковская волость        |
| 265 | Михальки               | деревня | ↘41       | Лычёвская волость         |
| 266 | Мишагино               | деревня | ↘21       | Пореченская волость       |
| 267 | Молоди                 | деревня | ↗9        | Шелковская волость        |
| 268 | Монино                 | деревня | →26       | Лычёвская волость         |
| 269 | Мордовичи              | деревня | ↗50       | Переслегинская волость    |
| 270 | Мухино                 | деревня | ↘3        | Лычёвская волость         |
| 271 | Мякишево               | деревня | ↗6        | Лычёвская волость         |
| 272 | Мякотино               | деревня | ↘26       | Переслегинская волость    |
| 273 | Нагорный               | посёлок | ↘456      | Переслегинская волость    |
| 274 | Налоиха                | деревня | ↘5        | Шелковская волость        |
| 275 | Немково                | деревня | ↗4        | Лычёвская волость         |
| 276 | Нестроево              | деревня | ↘0        | Лычёвская волость         |
| 277 | Нивница                | деревня | →0        | Пореченская волость       |
| 278 | Нивы                   | деревня | ↘13       | Пореченская волость       |
| 279 | Никитино               | деревня | ↘1        | Пореченская волость       |
| 280 | Никитино               | деревня | ↘2        | Шелковская волость        |
| 281 | Никулино               | деревня | ↘159      | Лычёвская волость         |
| 282 | Никулино               | деревня | ↘9        | Пореченская волость       |
| 283 | Никулино               | деревня | ↘1        | Шелковская волость        |
| 284 | Новинки                | деревня | ↘11       | Пореченская волость       |
| 285 | Новинки                | деревня | ↘0        | Пореченская волость       |
| 286 | Новосёлки              | деревня | ↘9        | Шелковская волость        |
| 287 | Новоселье              | деревня | ↘4        | Пореченская волость       |
| 288 | Носково                | деревня | ↘31       | Переслегинская волость    |
| 289 | Нюссо                  | деревня | ↘9        | Пореченская волость       |
| 290 | Нянино                 | деревня | ↘4        | Пореченская волость       |
| 291 | Образцово              | деревня | ↘1        | Переслегинская волость    |
| 292 | Овиново                | деревня | ↘0        | Шелковская волость        |
| 293 | Овсище                 | деревня | ↘85       | Переслегинская волость    |
| 294 | Овсянкино              | деревня | ↘2        | Лычёвская волость         |
| 295 | Овчинниково            | деревня | ↘36       | Пореченская волость       |
| 296 | Орехново               | деревня | →4        | Пореченская волость       |
| 297 | Осиновый Рог           | деревня | ↘0        | Пореченская волость       |
| 298 | Осокино                | деревня | ↘7        | Пореченская волость       |
| 299 | Оставец                | деревня | ↘64       | Пореченская волость       |
| 300 | Островщина             | деревня | →0        | Шелковская волость        |
| 301 | Острошно               | деревня | ↘17       | Пореченская волость       |
| 302 | Павлово                | деревня | →1        | Пореченская волость       |
| 303 | Пахомково              | деревня | ↘0        | Шелковская волость        |
| 304 | Пашниково              | деревня | ↘9        | Пореченская волость       |
| 305 | Переслегино            | деревня | ↘1396     | Переслегинская волость    |
| 306 | Першино                | деревня | →21       | Лычёвская волость         |
| 307 | Першино                | деревня | ↘234      | Шелковская волость        |
| 308 | Песенково              | деревня | ↘4        | Лычёвская волость         |
| 309 | Пески                  | деревня | ↘1        | Пореченская волость       |
| 310 | Пестово                | деревня | →0        | Шелковская волость        |
| 311 | Пестриково             | деревня | →2        | Пореченская волость       |
| 312 | Песчаха                | деревня | ↘2        | Лычёвская волость         |
| 313 | Петреево               | деревня | ↗6        | Шелковская волость        |
| 314 | Петрово                | деревня | ↘62       | Шелковская волость        |
| 315 | Петрушино              | деревня | ↗7        | Пореченская волость       |
| 316 | Пимахово               | деревня | ↘1        | Пореченская волость       |
| 317 | Пирогово               | деревня | ↘10       | Лычёвская волость         |
| 318 | Плаксино               | деревня | ↘186      | Лычёвская волость         |
| 319 | Платоново              | деревня | ↘100      | Пореченская волость       |
| 320 | Плетеньки              | деревня | ↗38       | Лычёвская волость         |
| 321 | Погорелка              | деревня | ↘4        | Шелковская волость        |
| 322 | Подберезье             | деревня | ↘8        | Шелковская волость        |
| 323 | Подберезье-1           | деревня | ↗32       | Лычёвская волость         |
| 324 | Подберезье-2           | деревня | →7        | Лычёвская волость         |
| 325 | Покарёво               | деревня | ↘7        | Пореченская волость       |
| 326 | Полибино               | деревня | ↘361      | Пореченская волость       |
| 327 | Поповка                | деревня | ↘3        | Шелковская волость        |
| 328 | Поречье                | деревня | ↘1048     | Пореченская волость       |
| 329 | Мелиораторов           | посёлок | ↘458      | Шелковская волость        |
| 330 | Потвинки               | деревня | ↘3        | Шелковская волость        |
| 331 | Пронино                | деревня | ↗7        | Пореченская волость       |
| 332 | Пропостниково          | деревня | ↘38       | Пореченская волость       |
| 333 | Прохново               | деревня | ↘3        | Шелковская волость        |
| 334 | Прудины                | деревня | ↘5        | Пореченская волость       |
| 335 | Пяшково                | деревня | →0        | Пореченская волость       |
| 336 | Разинки                | деревня | ↘7        | Лычёвская волость         |
| 337 | Разиньково             | деревня | →0        | Пореченская волость       |
| 338 | Разливы                | деревня | ↘11       | Шелковская волость        |
| 339 | Решетниково            | деревня | ↘8        | Пореченская волость       |
| 340 | Рожковичи              | деревня | ↘6        | Шелковская волость        |
| 341 | Рошнево                | деревня | ↘3        | Пореченская волость       |
| 342 | Рубины                 | деревня | →0        | Пореченская волость       |
| 343 | Рудново                | деревня | ↘11       | Лычёвская волость         |
| 344 | Рудня                  | деревня | ↘10       | Пореченская волость       |
| 345 | Рудня                  | деревня | ↘1        | Пореченская волость       |
| 346 | Рудьково               | деревня | ↘16       | Пореченская волость       |
| 347 | Русаново               | деревня | ↘160      | Переслегинская волость    |
| 348 | Рыжаково               | деревня | ↗27       | Пореченская волость       |
| 349 | Рыжково                | деревня | ↘8        | Лычёвская волость         |
| 350 | Рыжково                | деревня | ↗19       | Шелковская волость        |
| 351 | Рыканово               | деревня | ↗178      | Переслегинская волость    |
| 352 | Рябиновка              | деревня | →0        | Пореченская волость       |
| 353 | Рябиновка              | деревня | ↘9        | Пореченская волость       |
| 354 | Савино                 | деревня | ↘0        | Лычёвская волость         |
| 355 | Садки                  | деревня | ↘20       | Шелковская волость        |
| 356 | Самущенки              | деревня | ↘5        | Шелковская волость        |
| 357 | Сапроново              | деревня | ↘29       | Пореченская волость       |
| 358 | Сафоново               | деревня | ↘4        | Пореченская волость       |
| 359 | Сафоново               | деревня | ↘27       | Шелковская волость        |
| 360 | Сафроново              | деревня | ↘62       | Пореченская волость       |
| 361 | Свинкино               | деревня | ↗65       | Лычёвская волость         |
| 362 | Свистунково            | деревня | ↗1        | Шелковская волость        |
| 363 | Севостеево             | деревня | ↘8        | Шелковская волость        |
| 364 | Селилово               | деревня | ↘6        | Переслегинская волость    |
| 365 | Сенчиты                | деревня | ↘30       | Лычёвская волость         |
| 366 | Сеньково               | деревня | ↘1        | Пореченская волость       |
| 367 | Сеньково               | деревня | ↘17       | Пореченская волость       |
| 368 | Сердце                 | станция | ↗25       | Шелковская волость        |
| 369 | Сиверст                | деревня | ↘56       | Лычёвская волость         |
| 370 | Сивцево                | деревня | ↗4        | Пореченская волость       |
| 371 | Сигорицы               | деревня | ↗11       | Лычёвская волость         |
| 372 | Сидоровщина            | деревня | ↘32       | Переслегинская волость    |
| 373 | Синие Ворота           | деревня | ↘2        | Пореченская волость       |
| 374 | Синяково               | деревня | ↘0        | Шелковская волость        |
| 375 | Смота                  | деревня | ↘2        | Шелковская волость        |
| 376 | Смычок                 | деревня | ↗45       | Шелковская волость        |
| 377 | Соколки                | деревня | →0        | Пореченская волость       |
| 378 | Соколово               | деревня | →0        | Пореченская волость       |
| 379 | Сомино                 | деревня | ↘2        | Пореченская волость       |
| 380 | Сопки                  | деревня | ↘14       | Лычёвская волость         |
| 381 | Сопки                  | деревня | ↘49       | Переслегинская волость    |
| 382 | Сорокино               | деревня | →1        | Пореченская волость       |
| 383 | Сорокино               | деревня | ↘8        | Переслегинская волость    |
| 384 | Сосновка               | деревня | →0        | Пореченская волость       |
| 385 | Спириденки             | деревня | ↗16       | Лычёвская волость         |
| 386 | Стайки                 | деревня | ↘12       | Пореченская волость       |
| 387 | Старны                 | деревня | ↘5        | Пореченская волость       |
| 388 | Стуканы                | деревня | ↗25       | Пореченская волость       |
| 389 | Сукьянкино             | деревня | ↘0        | Пореченская волость       |
| 390 | Суханово               | деревня | →0        | Шелковская волость        |
| 391 | Суханово               | деревня | ↗381      | Шелковская волость        |
| 392 | Суховарино             | деревня | ↘12       | Шелковская волость        |
| 393 | Сыроквашино            | деревня | ↘77       | Пореченская волость       |
| 394 | Тарасово               | деревня | ↘54       | Переслегинская волость    |
| 395 | Тарасы                 | деревня | →156      | Шелковская волость        |
| 396 | Тарасы                 | посёлок | ↘24       | Шелковская волость        |
| 397 | Темрево                | деревня | ↗3        | Лычёвская волость         |
| 398 | Тепенёво               | деревня | ↘1        | Пореченская волость       |
| 399 | Теренино               | деревня | ↘0        | Пореченская волость       |
| 400 | Тетеркино              | деревня | ↘6        | Пореченская волость       |
| 401 | Тимошкино              | деревня | →4        | Пореченская волость       |
| 402 | Тифоново               | деревня | ↗31       | Лычёвская волость         |
| 403 | Токарево               | деревня | ↗4        | Шелковская волость        |
| 404 | Токолово               | деревня | ↗69       | Лычёвская волость         |
| 405 | Торчилово              | деревня | ↗169      | Лычёвская волость         |
| 406 | Трашково               | деревня | ↘1        | Лычёвская волость         |
| 407 | Троица                 | деревня | ↘114      | Пореченская волость       |
| 408 | Тронино                | деревня | ↘8        | Лычёвская волость         |
| 409 | Трубичино              | деревня | ↗78       | Лычёвская волость         |
| 410 | Тулубьево              | деревня | ↘60       | Переслегинская волость    |
| 411 | Унино                  | деревня | ↘9        | Шелковская волость        |
| 412 | Урицкое                | деревня | ↘146      | Пореченская волость       |
| 413 | Усадьба                | деревня | ↗15       | Шелковская волость        |
| 414 | Усвяты                 | деревня | ↘0        | Шелковская волость        |
| 415 | Успенское              | деревня | ↘202      | Лычёвская волость         |
| 416 | Ушани                  | деревня | ↘17       | Лычёвская волость         |
| 417 | Федорково              | деревня | →59       | Лычёвская волость         |
| 418 | Федосеево              | деревня | ↘0        | Пореченская волость       |
| 419 | Федотково              | деревня | ↘6        | Переслегинская волость    |
| 420 | Фелистово              | деревня | ↗2        | Пореченская волость       |
| 421 | Ферово                 | деревня | ↘0        | Пореченская волость       |
| 422 | Филатиха               | деревня | ↗11       | Переслегинская волость    |
| 423 | Филиппково             | деревня | ↘1        | Лычёвская волость         |
| 424 | Филиппково             | деревня | ↗18       | Пореченская волость       |
| 425 | Фирсанов Бор           | деревня | →0        | Шелковская волость        |
| 426 | Фотьево                | деревня | →311      | Переслегинская волость    |
| 427 | Химино                 | деревня | ↘17       | Лычёвская волость         |
| 428 | Хоружево               | деревня | →0        | Шелковская волость        |
| 429 | Хохлово                | деревня | ↘4        | Шелковская волость        |
| 430 | Хребтово               | деревня | ↘6        | Пореченская волость       |
| 431 | Царево                 | деревня | ↗46       | Лычёвская волость         |
| 432 | Цветково               | деревня | ↘6        | Пореченская волость       |
| 433 | Чёренка                | деревня | ↘16       | Пореченская волость       |
| 434 | Черепово               | деревня | →0        | Пореченская волость       |
| 435 | Черкасово              | деревня | ↘1        | Лычёвская волость         |
| 436 | Черпесса               | деревня | ↘169      | Шелковская волость        |
| 437 | Черпесса               | посёлок | ↘116      | Шелковская волость        |
| 438 | Чихачёво               | деревня | ↘2        | Пореченская волость       |
| 439 | Шабуниха               | деревня | ↘1        | Шелковская волость        |
| 440 | Шадинино               | деревня | ↘14       | Пореченская волость       |
| 441 | Шедяково               | деревня | ↘34       | Лычёвская волость         |
| 442 | Шеклино                | деревня | ↘10       | Пореченская волость       |
| 443 | Шелехово               | деревня | →11       | Шелковская волость        |
| 444 | Шелково                | деревня | ↘1128     | Шелковская волость        |
| 445 | Шилово                 | деревня | ↘0        | Шелковская волость        |
| 446 | Шипулино               | деревня | ↘7        | Пореченская волость       |
| 447 | Ширипино               | деревня | →17       | Переслегинская волость    |
| 448 | Шишутино               | деревня | ↘2        | Пореченская волость       |
| 449 | Шляпино                | деревня | →1        | Лычёвская волость         |
| 450 | Шугачёво               | деревня | ↘0        | Пореченская волость       |
| 451 | Щерганиха              | деревня | →0        | Лычёвская волость         |
| 452 | Яковлево               | деревня | ↗38       | Пореченская волость       |
| 453 | Ямно                   | деревня | ↘4        | Шелковская волость        |

### Занятость
Возрастная структура населения района по данным на 2010 год: старше трудоспособного возраста — 35,4 %, доля молодых возрастов — 11,7 %, в трудоспособном возрасте — 52,9 %. Среднесписочная численность работающих за 2005 год — 5251 человек или 23 % от населения района, или 37,7 % от населения трудоспособного возраста. Число субъектов малого предпринимательства (2009 г.) — 273 (единиц на 10 тыс. жителей); доля численности работников малых предприятий — 64 %; численность занятых в малом бизнесе (на 1000 жителей) — 43 человека.

## Административное устройство

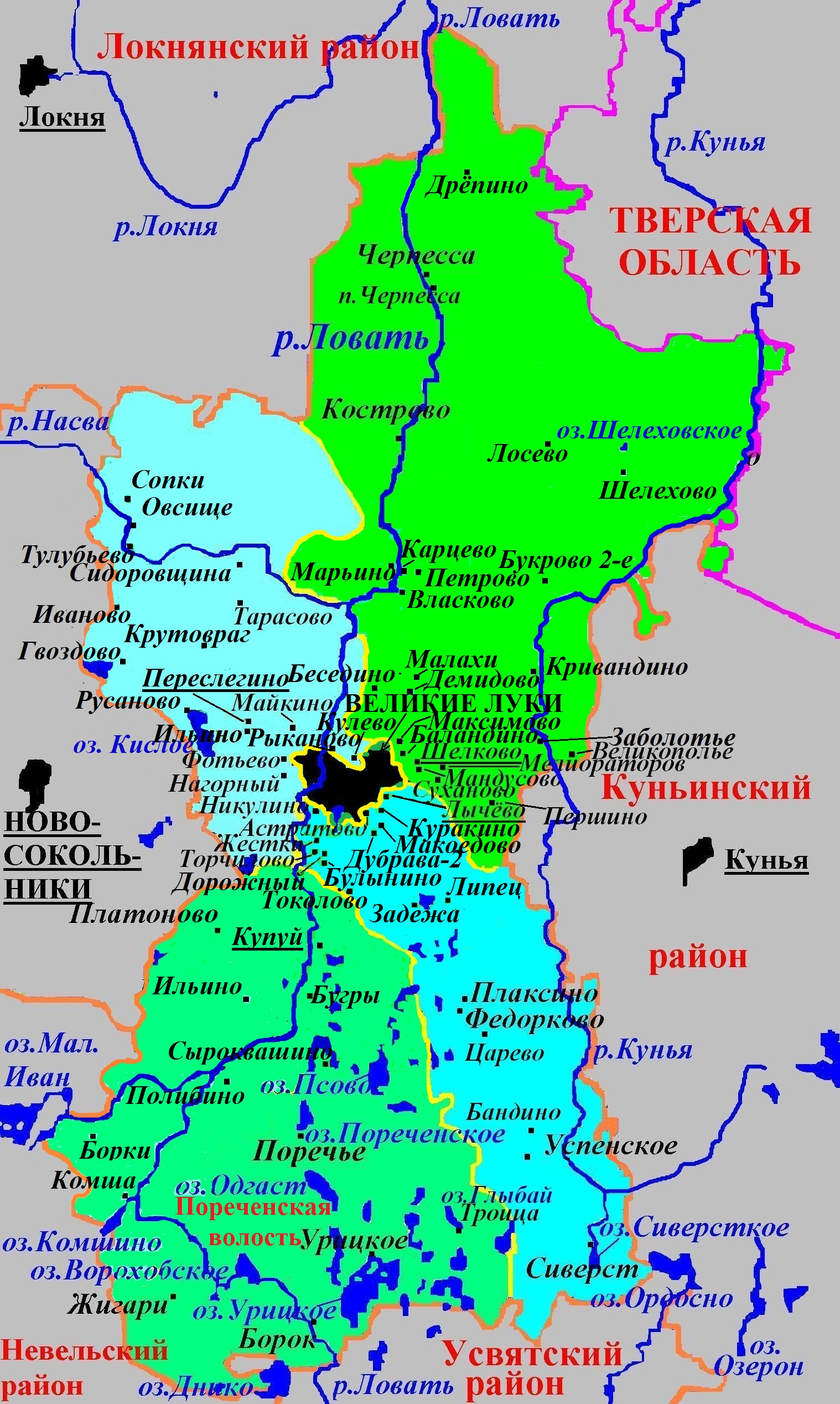
Административное деление Великолукского района

С 2015 года Великолукский район делится на 4 муниципальных образования со статусом сельского поселения (волости):
| Муниципальное образование в статусе сельского поселения | Площадь, км² | Население 14.Х.2010 чел. | Население 01.I.2021 чел. | Число населён- ных пунктов | Админис- тративный центр |
| ------------------------------------------------------- | ------------ | ------------------------ | ------------------------ | -------------------------- | ------------------------ |
| Лычёвская волость                                       | 446,97       | 6292                     | ↘5826                    | 107                        | д. Лычёво                |
| Переслегинская волость                                  | 486,31       | 5307                     | ↘5198                    | 54                         | д. Переслегино           |
| Пореченская волость                                     | 928,19       | 4220                     | ↘2856                    | 159                        | д. Поречье               |
| Шелковская волость                                      | 1098,72      | 6302                     | ↘5585                    | 133                        | д. Шелково               |

### История административного деления

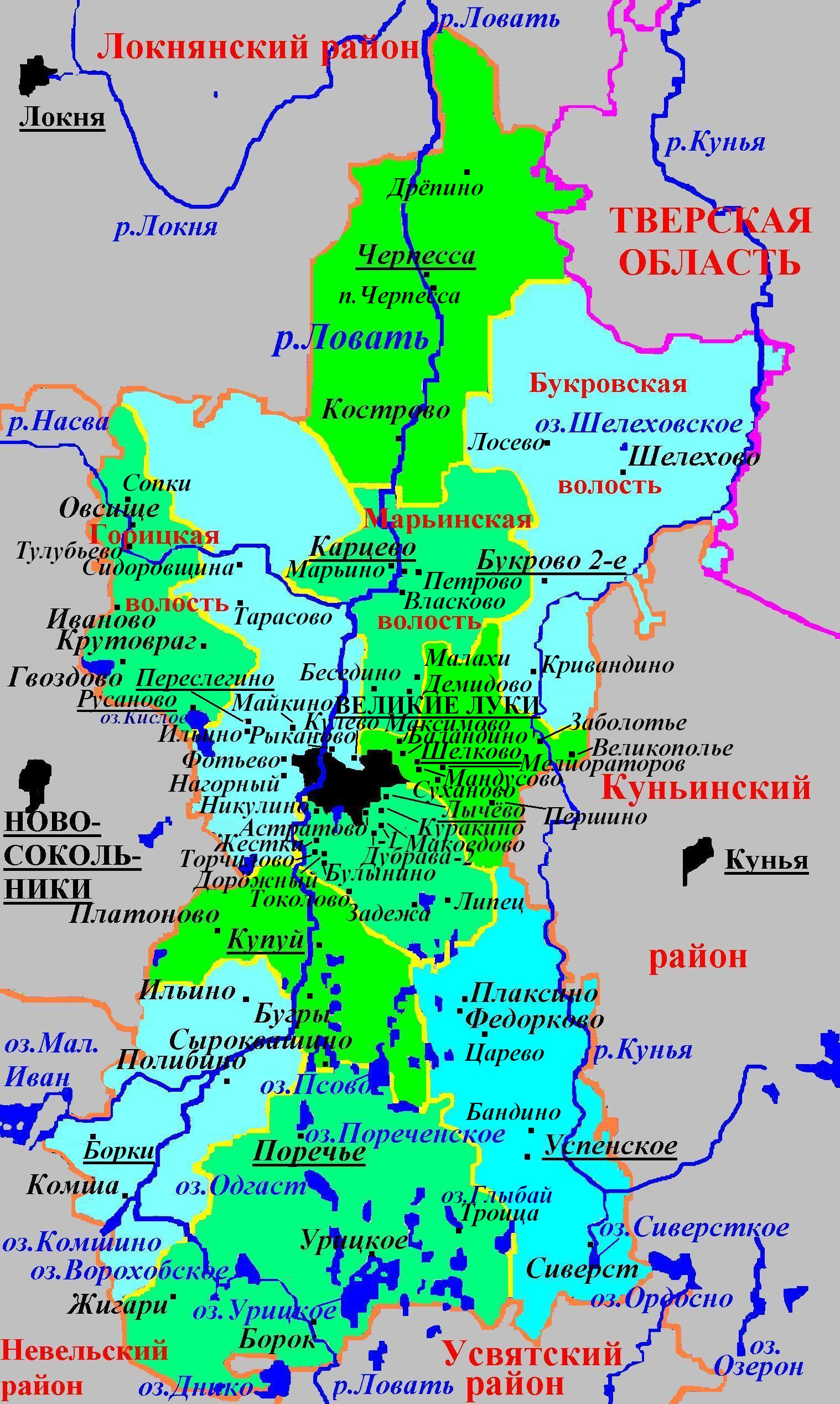
Административное деление Великолукского района в 2006—2014 гг.

В 1969—1995 годах Великолукский район делился на 13 сельских советов (сельсоветов), преобразованных Постановлением Псковского областного Собрания депутатов от 26 января 1995 года в волости.
В 1995—2005 годах Великолукский район включал 13 волостей:
| Волость                | Население Х.2002 чел. | Админис- тративный центр |
| ---------------------- | --------------------- | ------------------------ |
| Борковская волость     | 1621                  | д. Борки                 |
| Букровская волость     | 952                   | д. Букрово 2-е           |
| Горицкая волость       | 1859                  | д. Русаново              |
| Купуйская волость      | 928                   | д. Купуй                 |
| Лычёвская волость      | 4753                  | д. Лычёво                |
| Марьинская волость     | 553                   | д. Карцево               |
| Переслегинская волость | 4106                  | д. Переслегино           |
| Пореченская волость    | 1835                  | д. Поречье               |
| Урицкая волость        | 858                   | д. Урицкое               |
| Успенская волость      | 580                   | д. Успенское             |
| Федорковская волость   | 722                   | д. Федорково             |
| Черпесская волость     | 684                   | д. Черпесса              |
| Шелковская волость     | 4584                  | д. Шелково               |

В 2006—2014 годах в состав муниципального района входили 11 муниципальных образований со статусом сельского поселения (волостей):
| Муниципальное образование в статусе сельского поселения | Площадь, км² | Население 14.Х.2010 чел. | Админис- тративный центр |
| ------------------------------------------------------- | ------------ | ------------------------ | ------------------------ |
| Борковская волость                                      | 288,92       | 1342                     | д. Борки                 |
| Букровская волость                                      | 414,60       | 813                      | д. Букрово 2-е           |
| Горицкая волость                                        | 249,83       | 1504                     | д. Русаново              |
| Купуйская волость                                       | 167,60       | 869                      | д. Купуй                 |
| Лычёвская волость                                       | 128,45       | 5234                     | д. Лычёво                |
| Марьинская волость                                      | 170,06       | 1083                     | д. Карцево               |
| Переслегинская волость                                  | 236,48       | 3803                     | д. Переслегино           |
| Пореченская волость                                     | 471,67       | 2009                     | д. Поречье               |
| Успенская волость                                       | 318,52       | 1058                     | д. Успенское             |
| Черпесская волость                                      | 358,01       | 484                      | д. Черпесса              |
| Шелковская волость                                      | 156,05       | 3922                     | д. Шелково               |

Законом Псковской области от 10 декабря 2014 года № 1465-ОЗ, в составе муниципального района путём объединения 11 волостей были образованы 4 муниципальных образования в статусе сельских поселений (волостей):
- Переслегинская волость с административным центром в деревне Переслегино (включив в её состав Горицкую волость);
- Лычёвская волость с административным центром в деревне Лычёво (включив в её состав Успенскую волость);
- Пореченская волость с административным центром в деревне Поречье (включив в её состав Борковскую и Купуйскую волости);
- Шелковская волость с административным центром в деревне Шелково (включив в её состав Черпесскую, Марьинскую, Букровскую и Шелковскую волости).

## Органы местного самоуправления
Действующий Устав муниципального образования «Великолукский район» принят Собранием депутатов
Великолукского района 26 мая 2005 года. Согласно ему структуру органов местного самоуправления составляют:
Собрание депутатов Великолукского района — представительный орган муниципального образования «Великолукский район»;
Главы Собрания депутатов
- Лукашов Станислав Иванович
- Белова Светлана Владимировна

Главы Великолукского района — главы муниципального образования «Великолукский район»;
- Калашников Игорь Викторович[54]
- Петров Сергей Александрович

Администрация Великолукского района — исполнительно-распорядительный орган муниципального образования «Великолукский район».

## Экономика

### Инвестиционный потенциал и стратегия развития
| Финансовая деятельность организаций по отраслям (2009 г.) | Финансовая деятельность организаций по отраслям (2009 г.) | Финансовая деятельность организаций по отраслям (2009 г.) | Финансовая деятельность организаций по отраслям (2009 г.) | Финансовая деятельность организаций по отраслям (2009 г.) | Финансовая деятельность организаций по отраслям (2009 г.) | Финансовая деятельность организаций по отраслям (2009 г.) |
| --------------------------------------------------------- | --------------------------------------------------------- | --------------------------------------------------------- | --------------------------------------------------------- | --------------------------------------------------------- | --------------------------------------------------------- | --------------------------------------------------------- |
| Отрасли организаций                                       | Транспорт и связь:                                        | Сельское хозяйство:                                       | Торговля и ремонт:                                        | Обрабатывающие производства:                              | Количество (всего):                                       | Удельный вес:                                             |
| Убыточные                                                 | —                                                         | 1                                                         | —                                                         | 1                                                         | 2                                                         | 37,5 %                                                    |
| Прибыльные                                                | 1                                                         | 4                                                         | 1                                                         | —                                                         | 6                                                         | 62,5 %                                                    |

Инвестиции в основной капитал, осуществляемые организациями муниципального образования (2010 г.) — 91 162 тыс. руб. Инвестиции в основной капитал за счёт средств муниципального бюджета — 7678 тыс. руб.
- Стратегия социально-экономического развития муниципального образования «Великолукский район» до 2020 года (Утверждена постановлением Администрации Великолукского района от 12.10.2010 г. № 1232)
- Экономическая карта Псковской области по районам
- Инвестиционный паспорт Великолукского района

### Бюджет
Исполнение бюджета района имеет образовательно-социальную направленность. Фактические поступления доходов за 2009 год составили — 205 095 тыс. руб. Собственные доходы составили — 67 504 тыс. руб. (32,9 %). Безвозмездные поступления (дотации, субсидии, субвенции) от других вышестоящих бюджетов РФ — 137 070 тыс. руб. Расходы всего — 227 074 тыс. руб. Дефицит бюджета составил — −21 979 тыс. руб.

### Промышленность
| Объём (на 2010 г.) отгруженных товаров собственного производства обрабатывающей отрасли: | 102 212 (тыс. руб.) |

### Добыча полезных ископаемых
Разработку месторождений полезных ископаемых в районе ведут: АОЗТ «Великолукская ДСПМК» (ПГМ и строительный песок — месторождения «Шестиозерное», «Игнашево-Песчаха», «Сухомякино», «Шелонино»); АООТ «Великолукстрой» (месторождение ПГМ «Але»); «Великолукский завод ЖБИ» (глины керамзитовые, ПГМ — месторождения «Лошково», «Киселевское»). АО «Великолукский кирпичный завод» (кирпичные глины — эксплуатируются месторождения в окрестностях Великих Лук (457 тыс. м³), «Креплянское», «Коровья дубрава» (863 тыс. м³), «Пиволевское» (754 тыс. м³), «Савёловское» (134 тыс. м³), «Цивилевское», «Сосновское»). «Великолукское торфопредприятие» (торф — эксплуатируются месторождения «Веретьевский Мох», «Гастереба», «Крупенско-Шубинское», «Репищенский Мох», «Чёрное», «Майкино»). ООО «ВЕЛТОРФ» (торфоперерабатывающий завод) (торф — эксплуатируются месторождения «Гальский мох»).

### Сельское хозяйство
Сельхозпредприятия района, по основному направлению производства, специализируются на мясо-молочном животноводстве, разведении крупного рогатого скота и кормопроизводстве, а также льноводстве, картофелеводстве. Кроме этого, производятся овощи открытого и закрытого грунта, зерно, яйцо, мясо свиней и птицы. Великолукский район на 2009 год занимает 3 место в области по производству молока, 3 место — по производству мяса, 2 место — по производству яйца, 1 место — по производству картофеля.
В районе (на 2009 год) работает 22 сельскохозяйственных предприятий. Промышленные предприятия по переработке сельхозпродукции в районе представлены Пореченским хлебозаводом и Переслегинским колбасным цехом.
60 % всех земель района — земли сельскохозяйственного назначения. Доля фактически используемых сельскохозяйственных угодий — 40 %. В 2009 году весенне-полевые работы были выполнены на площади 3607 Га: из них было посеяно зерновых — 1092 Га, картофеля — 220 Га, однолетних кормовых трав — 2195 Га, многолетних трав — 2258 Га. Под посевные работы было внесено органических удобрений в количестве 19 711 тонн. Приобретены и внесены минеральные удобрения в количестве 931 тонн.
По состоянию на 1.01.2010 года непосредственно в сельскохозяйственных организациях района имелось 14 101 голов крупного рогатого скота, в том числе 5039 голов коров, свиней — 702 голов, птицы — 170,6 тыс. голов.
| Реализация продукции сельскохозяйственными организациями, центнер (на 2009 год): | Реализация продукции сельскохозяйственными организациями, центнер (на 2009 год): | Реализация продукции сельскохозяйственными организациями, центнер (на 2009 год): | Реализация продукции сельскохозяйственными организациями, центнер (на 2009 год): | Реализация продукции сельскохозяйственными организациями, центнер (на 2009 год): | Реализация продукции сельскохозяйственными организациями, центнер (на 2009 год): |
| -------------------------------------------------------------------------------- | -------------------------------------------------------------------------------- | -------------------------------------------------------------------------------- | -------------------------------------------------------------------------------- | -------------------------------------------------------------------------------- | -------------------------------------------------------------------------------- |
| Зерновые и зернобобовые культуры                                                 | 10 659                                                                           | Картофель                                                                        | 21 260                                                                           | Плоды и ягоды                                                                    | 61                                                                               |
| Скот и птица в живой массе                                                       | 12 372                                                                           | Молоко                                                                           | 156 967                                                                          | Мед                                                                              | 1                                                                                |
| Объём производства продукции, тыс. руб.:                                         |                                                                                  |                                                                                  |                                                                                  |                                                                                  |                                                                                  |
| Сельского хозяйства                                                              | 740 183                                                                          | Растениеводства                                                                  | 307 373                                                                          | Животноводства                                                                   | 432 810                                                                          |

- Городской округ Великие Луки: Сеть магазинов Агрофирма «Август-Агро» (овощебаза), Агрофирма ООО «Этна» (овощебаза), ООО «Великие Луки — зернопродукт».
- Борковская волость: Агрохолдинг «Экосельхозинвест-1»

```
(отделение «Полибино» (4473 Га)), ООО «Птицефабрика Борки» (2200 Га) (яйцо и мясо кур).
```

- Лычевская волость: СПК «Красное Знамя» (8313 Га), СПК «Ущицы».
- Марьинская волость: СПК «Марьино» (3072 Га).
- Горицкая волость: ФГУП учхоз «Удрайское» (5361 Га) (выращивание мяса свиней и молодняка), СПК «Август-Агро» (выращивание картофеля), СПК «Имени Куйбышева» (5187 Га).
- Букровская волость: СПК «Надежда» (1406 Га), СПК «Заря» (2252 Га).
- Купуйская волость: СПК «Авангард» (4232 Га).
- Переслегинская волость: ООО «Великолукское-ТОК» (6 га) (овощи защищённого грунта, тепличный комбинат).
- Пореченская волость: Агрохолдинг «Экосельхозинвест-1» (отделение «Мир» (1681 Га), Отделение «Урицкое» (1603 Га), Отделение «Искра» (2160 Га), Отделение «Колос» (3009 Га)).
- Успенская волость: Агрохолдинг «Экосельхозинвест-1» (отделение «Прогресс» (3623 Га)), Колхоз «Красный пахарь» (1984 Га), Колхоз «Труженик» (1503 Га).
- Черпесская волость: Агрохолдинг «Экосельхозинвест-1» (отделение «Имени А. Матросова» (1634 Га)).
- Шелковская волость: Колхоз «Смена», Колхоз «Смычка» (2594 Га), ООО «Слактис» (молочная ферма, деревня Малахи), ООО «Агротехнология» (овощи открытого грунта).

| Сводные итоги Всероссийской сельскохозяйственной переписи Великолукский район (на 1 июля 2006 г.) | Сводные итоги Всероссийской сельскохозяйственной переписи Великолукский район (на 1 июля 2006 г.) | Сводные итоги Всероссийской сельскохозяйственной переписи Великолукский район (на 1 июля 2006 г.) | Сводные итоги Всероссийской сельскохозяйственной переписи Великолукский район (на 1 июля 2006 г.) | Сводные итоги Всероссийской сельскохозяйственной переписи Великолукский район (на 1 июля 2006 г.) | Сводные итоги Всероссийской сельскохозяйственной переписи Великолукский район (на 1 июля 2006 г.) | Сводные итоги Всероссийской сельскохозяйственной переписи Великолукский район (на 1 июля 2006 г.) |
| Сельскохозяйственные угодья, Га:                                                                  | Сельскохозяйственные угодья, Га:                                                                  | Сельскохозяйственные угодья, Га:                                                                  | Сельскохозяйственные угодья, Га:                                                                  | Сельскохозяйственные угодья, Га:                                                                  | Сельскохозяйственные угодья, Га:                                                                  | Сельскохозяйственные угодья, Га:                                                                  |
| ------------------------------------------------------------------------------------------------- | ------------------------------------------------------------------------------------------------- | ------------------------------------------------------------------------------------------------- | ------------------------------------------------------------------------------------------------- | ------------------------------------------------------------------------------------------------- | ------------------------------------------------------------------------------------------------- | ------------------------------------------------------------------------------------------------- |
| Пашня                                                                                             | Сенокосы                                                                                          | Пастбища                                                                                          | Многолетние насаждения                                                                            | Залежь                                                                                            |                                                                                                   |                                                                                                   |
| 28 133                                                                                            | 21 366                                                                                            | 13414                                                                                             | 300                                                                                               | 13 499                                                                                            |                                                                                                   |                                                                                                   |
| Посевная площадь, Га:                                                                             |                                                                                                   |                                                                                                   |                                                                                                   |                                                                                                   |                                                                                                   |                                                                                                   |
| Пшеница                                                                                           | Рожь                                                                                              | Ячмень                                                                                            | Овес                                                                                              | Зернобобовые культуры                                                                             | Лён-долгунец                                                                                      | Картофель                                                                                         |
| 329,0                                                                                             | 601,1                                                                                             | 347,3                                                                                             | 722,5                                                                                             | 243,5                                                                                             | 32,0                                                                                              | 1110,2                                                                                            |
| Капуста                                                                                           | Огурцы                                                                                            | Свекла столовая                                                                                   | Морковь столовая                                                                                  | Лук репчатый                                                                                      | Чеснок                                                                                            | Кормовые культуры                                                                                 |
| 53,5                                                                                              | 20,8                                                                                              | 24,4                                                                                              | 21,7                                                                                              | 24,3                                                                                              | 10,4                                                                                              | 18649,3                                                                                           |
| Структура посевных площадей сельскохозяйственных культур, в процентах:                            |                                                                                                   |                                                                                                   |                                                                                                   |                                                                                                   |                                                                                                   |                                                                                                   |
| Зерновые и зернобобовые культуры                                                                  | Технические культуры                                                                              | Картофель                                                                                         | Овощи и бахчевые культуры                                                                         | Кормовые культуры                                                                                 |                                                                                                   |                                                                                                   |
| 10,9                                                                                              | 0,1                                                                                               | 4,9                                                                                               | 0,9                                                                                               | 83,1                                                                                              |                                                                                                   |                                                                                                   |
| Поголовье сельскохозяйственных животных, голов:                                                   |                                                                                                   |                                                                                                   |                                                                                                   |                                                                                                   |                                                                                                   |                                                                                                   |
| Молочный КРС                                                                                      | Свиньи                                                                                            | Овцы                                                                                              | Козы                                                                                              | Куры-несушки                                                                                      | Утки                                                                                              | Гуси                                                                                              |
| 13 671                                                                                            | 3351                                                                                              | 5268                                                                                              | 671                                                                                               | 119 744                                                                                           | 435                                                                                               | 869                                                                                               |
| Индейки                                                                                           | Лошади                                                                                            | Кролики                                                                                           | Семьи пчел                                                                                        |                                                                                                   |                                                                                                   |                                                                                                   |
| 264                                                                                               | 343                                                                                               | 1774                                                                                              | 2349                                                                                              |                                                                                                   |                                                                                                   |                                                                                                   |
| Наличие сельскохозяйственной техники, шт.:                                                        |                                                                                                   |                                                                                                   |                                                                                                   |                                                                                                   |                                                                                                   |                                                                                                   |
| Тракторы                                                                                          | Комбайны зерноуборочные                                                                           | Картофелеуборочные                                                                                | Кормоуборочные                                                                                    | Установки доильные                                                                                | Автомобили грузовые и грузопассажирские                                                           | Мотоблоки                                                                                         |
| 687                                                                                               | 40                                                                                                | 3                                                                                                 | 23                                                                                                | 57                                                                                                | 347                                                                                               | 212                                                                                               |
| Плуги                                                                                             | Косилки                                                                                           | Сеялки                                                                                            |                                                                                                   |                                                                                                   |                                                                                                   |                                                                                                   |
| 225                                                                                               | 210                                                                                               | 50                                                                                                |                                                                                                   |                                                                                                   |                                                                                                   |                                                                                                   |

### Потребительский рынок
В 2009 году оборот розничной торговли крупных и средних организаций — составил 605,8 млн рублей. Оборот по общественному питанию — составил 35,9 млн рублей.
Жителей района обслуживают 87 предприятий розничной торговли, из них 7 автомагазинов и 60 магазинов расположены в сельской местности. Наряду с розничной торговлей «Райпо» занимается и оптовой. Осуществляется отпуск продукции по объектам социальной сферы (больницы, детские сады, школы). «Райпо» занимается закупкой у населения излишков сельскохозяйственной продукции.

## Инфраструктура

### Жилищно-коммунальное хозяйство
| Обеспеченность домохозяйств объектами инженерной инфраструктуры, в процентах (2009 г.): | Обеспеченность домохозяйств объектами инженерной инфраструктуры, в процентах (2009 г.): |
| --------------------------------------------------------------------------------------- | --------------------------------------------------------------------------------------- |
| Водопроводом (с колонками)                                                              | 20,1 %                                                                                  |
| Канализацией                                                                            | 19,4 %                                                                                  |
| Электроплитами                                                                          | 1,1 %                                                                                   |
| Газом (сетевым и сжиженным)                                                             | 70,3 %                                                                                  |
| Центральным теплоснабжением                                                             | 15,6 %                                                                                  |
| Горячим водоснабжением                                                                  | 9,9 %                                                                                   |

Показатели (за 2009 г.): Одиночное протяжение уличной газовой сети — 13 100 м; Количество негазифицированных населённых пунктов — 451; Число источников теплоснабжения — 25 (до 3 Гкал/ч — 24); Протяжение тепловых и паровых сетей в двухтрубном исчислении — 15 800 м (нуждающихся в замене — 12 900 м); Одиночное протяжение уличной водопроводной сети — 4500 м (нуждающейся в замене — 4500 м).

### Инженерные коммуникации
В районе газифицировано несколько населённых пунктов: посёлок Дорожный, деревни Астратово, Волково, Рыканово, Поречье, Золотково, Кислово, Переслегино. Природный газ подаётся в Великолукский район по магистральному газопроводу «Валдай — Псков — Рига» через сети ГРС.
Электроснабжение потребителей Великолукского района осуществляется от сетей и подстанций филиала ОАО «МРСК Северо-Запада» «Псковэнерго». Распределение электроэнергии производится от электрических станций 110 кВт.
Система водоснабжения Великолукского района представлена: артезианскими скважинами — 109 шт., водопроводными колонками — 52 шт., водозаборы — 21 шт. Система водоотведения Великолукского района состоит из: очистных сооружений — 6 штук; канализационных насосных станций — 9 штук.
Артезианские скважины, сети водоснабжения, водопроводные колонки, сети канализации обслуживаются:
- МУП «Переслегинское»: деревни Кислово, Крутовраг, Переслегино. Котельные: деревни Кислово, Переслигино.
- МУП «Западное»: деревни Майкино, Нагорный, Золотково. Котельные: деревни Майкино, Русаново, Золотково, Иваново, Нагорный.
- МУП «Восточное»: посёлок Мелиораторов, деревни Дубрава, Баландино, Суханово, Черпесса. Котельные: посёлок Мелиораторов, деревни Дубрава, Шелково, Мандусово.
- МУП «Дорожный»: посёлок Дорожный, деревни Купуй, Копылово. Котельные: город Великие Луки улица Шевченко, проспект Октябрьский, посёлок Дорожный, деревни Булынино, Плаксино.
- МУП «Пореченское»: деревни Поречье, Успенское, Урицкое. Котельные: деревни Поречье, Полибино, Борки.

### Транспорт
Территорию Великолукского района пересекают 2 железнодорожные магистрали: «Москва — Рига» и «Бологое-Московское — Великие Луки — Невель — Полоцк» (в районе имеется 3 промежуточных железнодорожных станции — одна в Переслегинской волости, две в Шелковской волости). Все железные дороги однопутные и не электрифицированы. Протяжённость автомобильных дорог района — 548 км (из них 51,8 % — с асфальтобетонным покрытием). Доля поселений, не имеющих регулярного транспортного сообщения с административным центром — 12,8 %. С востока на запад через район проходит дорога федерального значения М9 автомагистраль «Балтия» Москва — Волоколамск — до границы с Латвийской республикой и автомобильные дороги регионального значения «Шимск — Старая Русса» и «Великие Луки — Невель».
Основными территориальными автомобильными дорогами являются:

| - «Великие Луки — Подберезье» (К-035); - «Великие Луки — Усвяты» (К-032); - «Великие Луки — Невель» (К-037); | - «Першино — Ваши» (К-059); - «Сиверст — Поречье» (К-071); - «Борки — Стайки» (К-029); | - «Готрово — Лосево — Смота» (К-041); - «Шимск — Старая Русса — Локня — Великие Луки» (К-079); - «Мартьяново — Поречье — Урицкое» (К-049); - «Сенчитский Бор — Гороватка» (К-069). |

На данный момент Великолукский район осуществляет автобусные пассажирские перевозки по станциям: Витебск, Жижица, Западная Двина, Кресты, Локня, Невель, Нижельское, Новосокольники, Опочка, Подберезье, Псков, Санкт-Петербург, Сиверст, Смоленск, Сущево, Торопец, Ульяновцево, Усвяты, Холм. Также через Великолукский район проходят транзитные маршруты автобусов сообщением: «Монино — Новосокольники»; «Москва — Псков»; «Новгород — Смоленск».
С 2005 года пригородные перевозки на участках «Великие Луки — Сущево», «Великие Луки — Земцы», «Великие Луки — Назимово» дирекции «Псков — пригород» осуществляются четырьмя сдвоенными одновагонными рельсовыми автобусами типа РА-1.
По территории Великолукского района проходит магистральный нефтепровод «Сургут — Полоцк».

### Связь и телекоммуникации
Населённые пункты района обеспечены средствами телефонной связи общего пользования; имеется возможность приёма программ телевизионного и радиовещания. Проложен кабель ВОЛС (город Великие Луки). Почтовых отделений на территории района — 28.
Предоставляются услуги операторами сотовой связи. Высотные сооружения на территории Великолукского района (на 2010 г.) представлены ОАО «МТС» и расположены по адресам: деревни Поречье, Троица, Плаксино, Каменка, Купуй, Фотьево.

## Здравоохранение
В районе функционирует «Великолукская центральная районная больница» на 96 коек и поликлиника на 250 посещений в смену; Псковская областная психиатрическая больница № 2 ГУ «Суханово»; 30 фельдшерско-акушерских пунктов; открыт офис врача общей практики в деревне Поречье; работает отделение скорой и неотложной медицинской помощи.

## Органы социальной защиты
| - ГУСО «Пореченский психоневрологический интернат» (деревня Поречье); | - ГУСО «Социально-реабилитационный центр для несовершеннолетних» (деревня Успенское). |

Социальная поддержка населения по оплате ЖКХ (2010 г.): общее число семей, получивших субсидии — 156; численность граждан, пользующихся социальной поддержкой — 5451 человек.

## Образование
На конец 2009 года в районе работало 17 муниципальных образовательных учреждений:
7 средних и 2 основные общеобразовательные школы, в состав которых входили 3 филиала и 3 отделения, 7 дошкольных учреждений, включающих в себя 4 отделения, учреждение дополнительного образования «Центр внешкольной работы». Определены в районе базовые образовательные учреждения — это МОУ «Пореченская средняя общеобразовательная школа» и МОУ «Переслегинская гимназия», при которых функционируют 2 благоустроенных интерната на 150 мест; эти же базовые учреждения вошли и в число 100 перспективных школ регионального комплексного проекта модернизации образования (КПМО).
Число дошкольных образовательных учреждений (2010 г.) — 6; число мест в них — 719; численность детей их посещающих — 376; численность детей, состоящих на учёте для определения — 92. Число дневных общеобразовательных учреждений — 9; число их структурных подразделений (филиалов) — 3; численность обучающихся в них — 1244; число вечерних (сменных) общеобразовательных учреждений — 2; численность учащихся в них — 3.
Число спортивных сооружений (2010 г.) — 22; плоскостных спортивных сооружений — 12; спортивных залов — 10. Число детско-юношеских спортивных школ — 1.

## Культура
Структура учреждений культуры на 2009 год такова:
Муниципальное учреждение культуры «Информационно-культурный центр», в составе которого районная библиотека, 20 сельских библиотек (из них 4 компьютерных), 10 сельских Домов культуры, 3 сельских клуба, 4 клуба-библиотеки. МОУ ДОД Детская музыкальная школа, 4 филиала на селе (Переслегинская, Булынинская, Пореченская, Русановская).

## Известные жители и уроженцы
- Аленичев, Дмитрий Анатольевич (род. 1972) — советский и российский футболист, полузащитник. Главный тренер тульского «Арсенала».
- Блинов, Владимир Карпович (1904—1990) — Герой Советского Союза (1945).
- Боченков, Иван Андреевич (1908—1984) — Герой Советского Союза (1943).
- Виноградов, Иван Матвеевич (1891—1983) — советский математик, академик АН СССР (1929). Дважды Герой Социалистического Труда (1945, 1971).
- Гусаров, Дмитрий Яковлевич (1924—1995) — народный писатель Республики Карелия, главный редактор литературного журнала «Север» (1954—1990).
- Козлов, Пётр Алексеевич (1919—1943) — Герой Советского Союза.
- Кузьмин, Матвей Кузьмич (1858—1942) — Герой Советского Союза (1965), самый пожилой обладатель этого звания.
- Попов, Александр Васильевич (1919—1941) — Герой Советского Союза.
- Родителев, Александр Михайлович (1916—1966) — Герой Советского Союза (1945).
- Рыбаков, Алексей Миронович (род. 1925) — советский партийный деятель. первый секретарь Псковского обкома КПСС (1971—1987 гг.).
- Соболев, Михаил Иванович (1896—?) — советский военный деятель, полковник (1938 год).
- Шлюйков, Пётр Иванович (1922—1957) — Герой Советского Союза.

## Достопримечательности

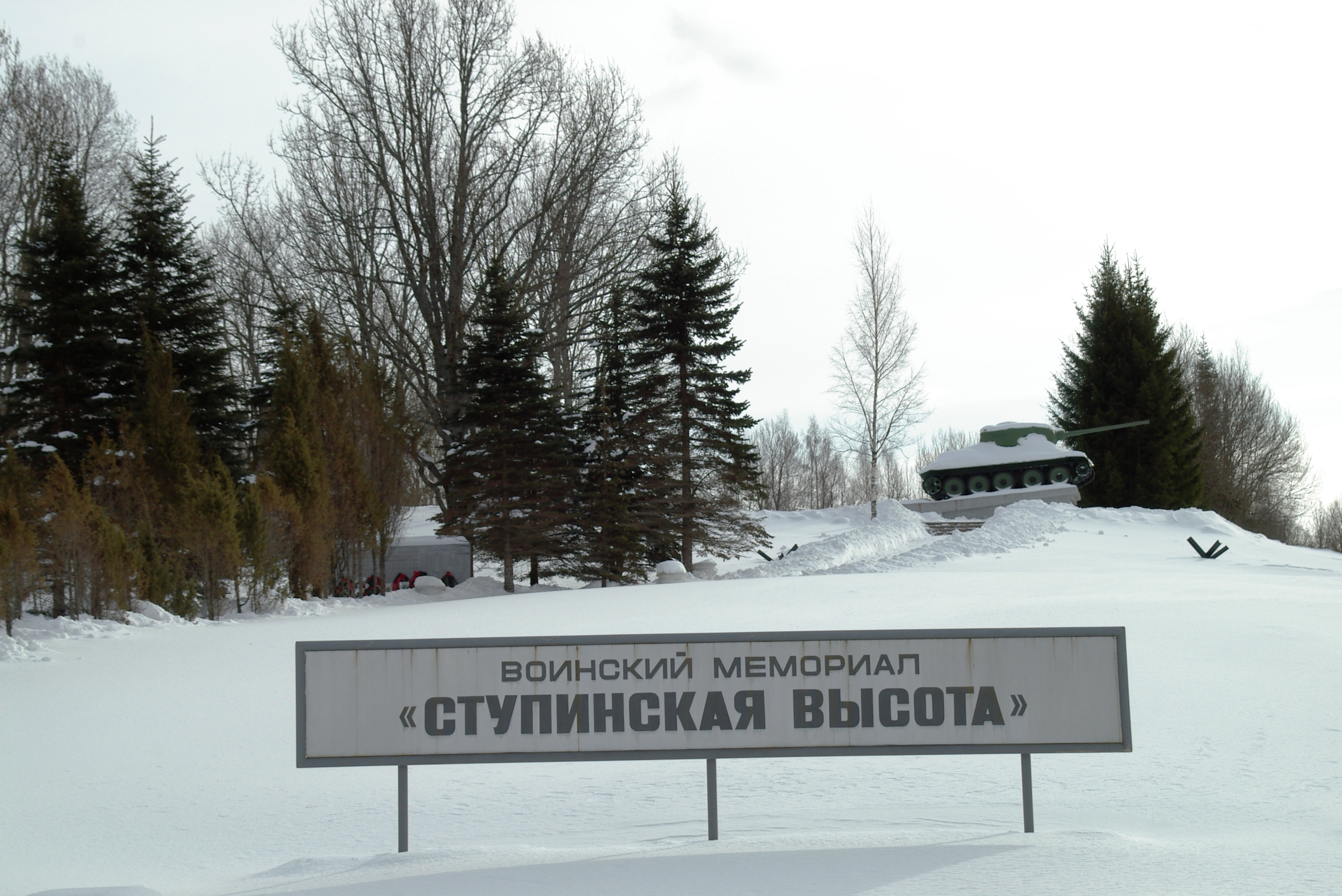
Мемориальный комплекс «Ступинская высота»

- Борковский Литературно-художественный музей истории Великой Отечественной войны имени писателя И. А. Васильева
- Полибинский мемориальный музей Софьи Ковалевской 
 Объект культурного наследия № 6010111000№ 6010111000
- Имение Ткачёвых (деревня Сивцово) — место рождения и жизни идеолога народничества Ткачёва П. Н. и писательницы Анненской А. Н. 
 Объект культурного наследия № 6000000526№ 6000000526
- Мемориал исследователям Арктики братьям Лаптевым (деревня Покарево)
- Церковь Успения Пресвятой Богородицы (Великолукский район, деревня Успенское)
- Малкинская высота — место подвига Героя Советского Союза  Матвея Кузьмича Кузьмина 
 Объект культурного наследия № 6000177000№ 6000177000
- Мемориальный комплекс «Ступинская высота» 
 Объект культурного наследия № 6000194000№ 6000194000
- Памятный знак на месте бывшей деревни Андрюково, где 25 октября 1942 года заживо сожжены немецко-фашистскими захватчиками 360 мирных жителей: стариков, женщин, детей («Великолукская Хатынь») 
 Объект культурного наследия № 6000159000№ 6000159000

### Воинские братские захоронения
| Братские могилы советских воинов, погибших в годы Великой Отечественной войны, где массовые захоронения производились в 1941—1943 гг., перезахоронения в 1946—1950 гг. | Братские могилы советских воинов, погибших в годы Великой Отечественной войны, где массовые захоронения производились в 1941—1943 гг., перезахоронения в 1946—1950 гг. | Братские могилы советских воинов, погибших в годы Великой Отечественной войны, где массовые захоронения производились в 1941—1943 гг., перезахоронения в 1946—1950 гг. |
| Памятные места и деревни (объект культурного наследия РФ, №) | Памятные места и деревни (объект культурного наследия РФ, №) | Памятные места и деревни (объект культурного наследия РФ, №) |
| --- | --- | --- |
| - Беседино Марьинской волости (6000160000 ) - Бор-Немчиновский Черпесской волости (6000161000 ) - Борки Борковской волости (6000162000 ) - Булынино Лычёвской волости (6000163000 ) - Гаписово Шелковской волости (6000164000 ) - Губаны Черпесской волости (6000165000 ) - Жигари Пореченской волости (6000167000 ) - Завод Букровской волости (6000168000 ) - Золотково Переслегинской волости (6000169000 ) - Иваново Горицкой волости (6000170000 ) - Карцево Марьинской волости (6000171000 ) | - Козюлино Лычёвской волости (6000172000 ) - Крутовраг Горицкой волости (6000173000 ) - Купуй Купуйской волости (6000174000 ) - Липец Лычёвской волости (6000175000 ) - Лычёво Лычёвской волости (6000176000 ) - Марково Переслегинской волости (6000178000 ) - Молоди Марьинской волости (6000179000 ) - Мякотино Горицкой волости (6000180000 ) - Новосёлки Шелковской волости (6000181000 ) - Носково Переслегинской волости (6000182000 ) - Переслегино Переслегинской волости (6000184000 ) | - Плаксино Успенской волости (6000183000 ) - Подолы Успенской волости (6000186000 ) - Полибино Борковской волости (6000187000 ) - Поречье Пореченской волости (6000188000 ) - Прудины Урицкой волости (6000189000 ) - Решетково Переслегинской волости (6000190000 ) - Рудня Борковской волости (6000191000 ) - Сидоровщина Переслегинской волости (6000193000 ) - Урицкое Пореченской волости (6000195000 ) - Фелистово Борковской волости (6000196000 ) - Чернозём Купуйской волости (6000198000 ) |